# Kilimanjaro (berg)
De Kilimanjaro ([kilimɑnˈdʒaːroː]) is een bergmassief in de gelijknamige regio in het noordoosten van Tanzania. Het massief bestaat uit drie aaneengesloten stratovulkanen die in de periode tussen 2,5 miljoen en 150 000 jaar geleden zijn ontstaan: de Shira, de Mawenzi en de Kibo. De Shira is de oudste van deze drie. Deze uitgedoofde vulkaan is voor een groot deel ingestort en bestaat enkel nog uit een gekartelde bergkam. De later ontstane Mawenzi, inmiddels eveneens uitgedoofd, is de op twee na hoogste berg in Afrika. De jongste vulkaan van de Kilimanjaro is de Kibo, een slapende vulkaan. Met 5895 meter is dit de hoogste berg van Afrika. De top was over een oppervlakte van ruim elf vierkante kilometer bedekt met gletsjers en ijsvelden. Door de opwarming van het klimaat is hier inmiddels minder dan 1 vierkante kilometer van over.
Door zijn hoogte en de geïsoleerde ligging ten opzichte van overige gebergtes kent de Kilimanjaro een gevarieerde ecologie. De omringende savannes zijn droog en warm en de berghellingen herbergen diverse vegetatiezones, van tropische regenwouden tot toendra's. Deze hellingen werden drieduizend jaar geleden al bewoond en hebben tegenwoordig de status van nationaal park.
In het afgelopen millennium hebben zich rond de Kilimanjaro drie volken gevestigd, de Wachagga, de Ngasa en de Masai. Het bergmassief was voor Arabische karavanen een baken waarmee zij konden navigeren op hun reizen door het Afrikaanse binnenland. Berichten over een besneeuwde berg in tropisch Afrika bereikten Europa in de 19e eeuw. De zendeling Johannes Rebmann was in 1848 de eerste Europeaan die de berg bezocht en vanaf die tijd deden Europese ontdekkingsreizigers en avonturiers pogingen om de berg te beklimmen. In 1889 bereikten Hans Meyer en Ludwig Purtscheller voor het eerst Uhuru Peak, het hoogste punt van de Kibo. De top van de Mawenzi werd na verschillende pogingen voor het eerst bereikt in 1912. In de jaren 30 van de 20e eeuw werd het bergmassief een populaire bestemming voor bergbeklimmers en tegenwoordig wordt de Kilimanjaro jaarlijks door tienduizenden toeristen bezocht.

## Topografie

Topografische kaart met Mount Meru (links) en de Kilimanjaro

De Kilimanjaro ligt in het noordoosten van Tanzania, nabij de grens met Kenia, 300 kilometer ten zuiden van de evenaar en 270 kilometer ten westen van de Indische Oceaan. De Kilimanjaro staat in een savannelandschap, met in het noorden het Nationaal park Amboseli. Zeventig kilometer ten zuidwesten van de Kilimanjaro ligt de stratovulkaan Mount Meru, die nog altijd vulkanisch actief is.
Aan de zuidzijde van het bergmassief ligt Moshi, de hoofdstad van de regio. Op de Kilimanjaro zelf bevindt zich een aantal nederzettingen, met name op de minder steile zuidelijke hellingen die door de Wachagga worden bewoond. Machame, Marangu, Umbwe en Kibosho behoren er tot de belangrijkere dorpen.
De Kilimanjaro is een vrijstaand bergmassief van ruwweg 45 bij 90 kilometer. De precieze oppervlakte is 3885 vierkante kilometer. Binnen een straal van 45 kilometer rond de Kilimanjaro worden hoogteverschillen gemeten tot 4500 meter. Wanneer men de Kilimanjaro als één berg beschouwt, is het de hoogste vrijstaande berg ter wereld. Het massief van de Kilimanjaro bestaat uit drie aaneengesloten stratovulkanen; van west naar oost zijn dit de Shira, de Kibo en de Mawenzi.
| |
| Digitale impressie van de Kilimanjaro gezien vanuit het zuiden, met van links naar rechts de Shira (4005 meter), de Kibo (5895 meter) en de Mawenzi (5149 meter). De verticale expressie is in verhouding een factor 1,5 te groot. |

### Shira

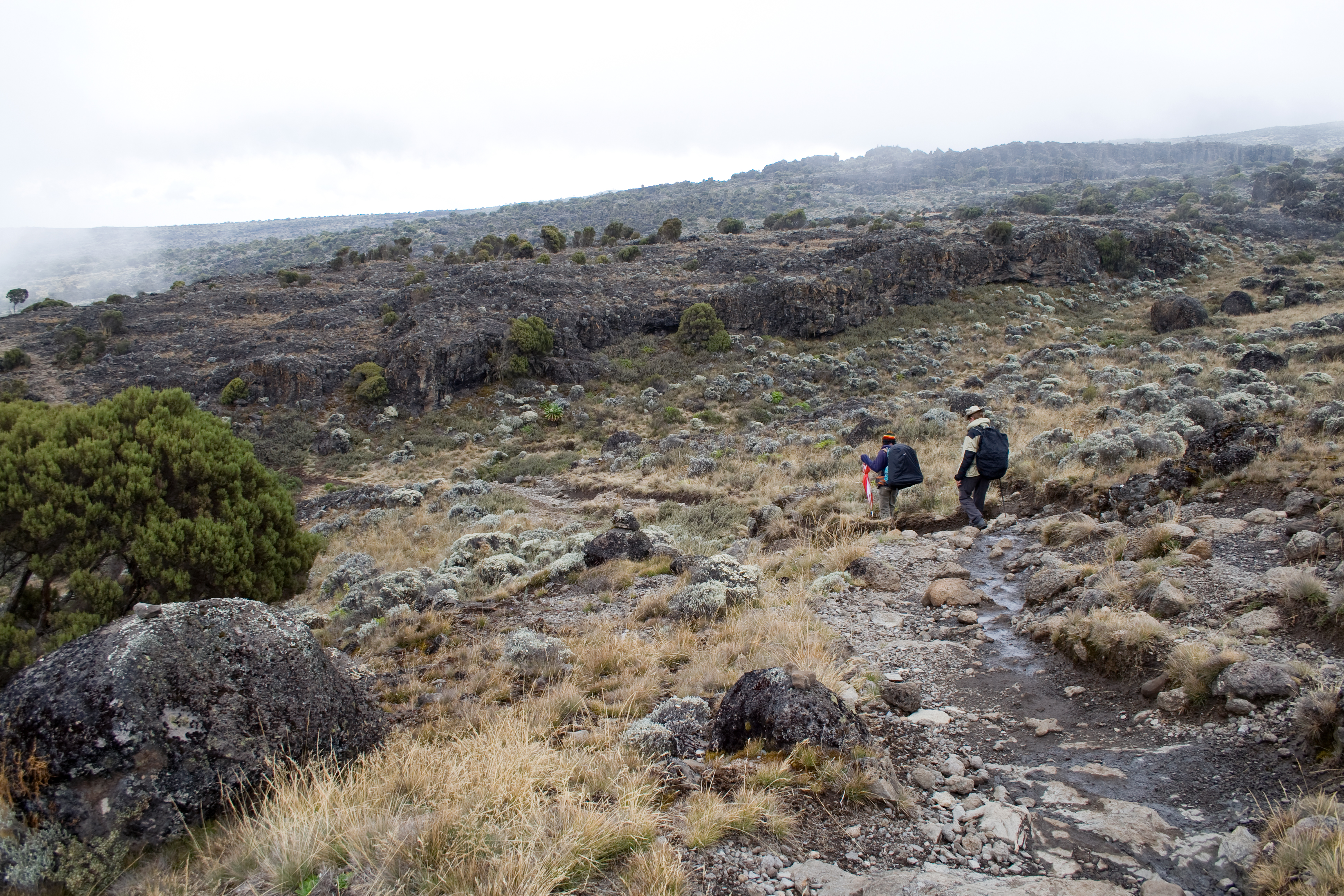
Het Shiraplateau

De Shira is een uitgedoofde vulkaan met een volledig ingestorte krater. Het hoogste punt, Johnsel Point, bevindt zich 4005 meter boven zeeniveau. Vrijwel de gehele omvang van de Shira bestaat uit een met stenen bezaaid plateau, dat het Shiraplateau wordt genoemd. Dit plateau heeft een oppervlakte van 6,2 vierkante kilometer en ligt op een hoogte van circa 3800 meter. Door het geringe hoogteverschil tussen het plateau en Johnsel Point heeft de Shira het uiterlijk van een bergkam; daardoor werd de berg door de inheemse bevolking aanvankelijk niet als een vulkaan herkend. De oostzijde van het Shiraplateau is verbonden met de Kibo.

### Kibo

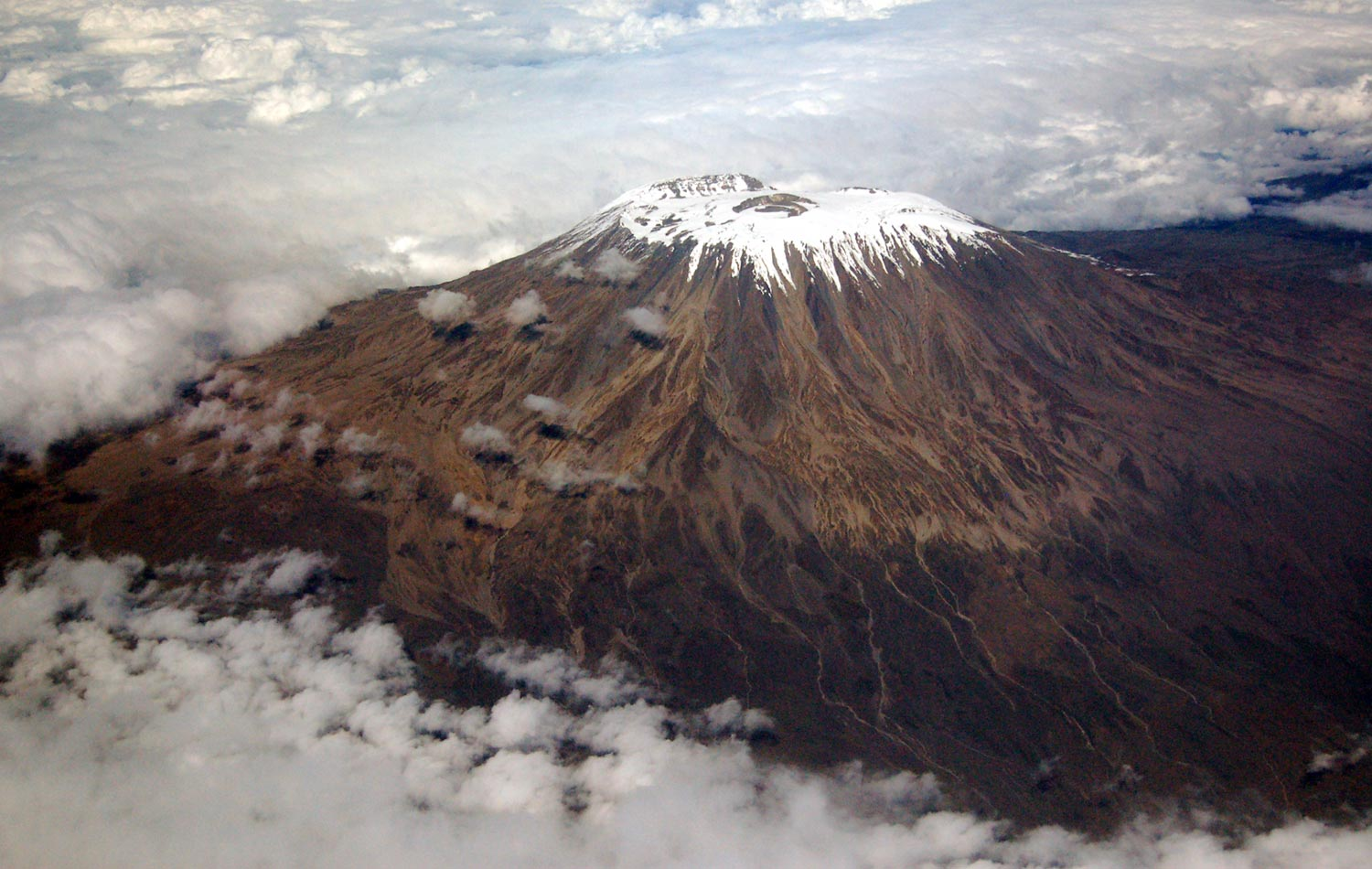
De Kibo

De Kibo is de hoogste berg van Afrika en de hoogste vulkaan buiten Zuid-Amerika. Het is een slapende vulkaan met glooiende hellingen en het enige gedeelte van de Kilimanjaro dat permanent met sneeuw is bedekt. De Kibo heeft een nog zichtbare krater van 2,4 bij 3,6 kilometer, die op veel plaatsen is ingestort. Het zuidelijke deel van deze krater is 180 tot 200 meter hoger dan de rest. Het hoogste punt is de Uhuru Peak, deze heeft gemeten vanaf het laagste punt van de Kilimanjaro in het zuiden, vlak bij Moshi, een geschatte prominentie van 4877 meter. Volgens de overheidsinstantie Tanzania National Parks Authority en de UNESCO is de hoogte van de Kibo 5895 meter boven zeeniveau. Deze hoogte is ontleend aan een meting in 1952 door de Ordnance Survey, de cartografische dienst van het Verenigd Koninkrijk. Latere metingen gaven andere resultaten en er bestaat nog geen overeenstemming over de juiste hoogte. Andere bekende hoge punten op de kraterrand zijn Gillman's Point en Stella Point, respectievelijk 5700 en 5752 meter boven zeeniveau. Ten westen van de kraterrand bevindt zich de 4640 meter hoge Lava Tower, Kibo's hoogste top buiten de kraterrand.
Ongeveer 100 000 jaar geleden stortte een deel van de zuidwestelijke krater in. De bres die zo in de kraterrand ontstond, staat nu bekend als de Western Breach; de kloof eronder wordt de Great Barranco genoemd. Binnen Kibo's grootste krater bevindt zich een tweede, concentrische krater met een diameter van 1,3 kilometer. Deze kreeg in 1954 van de Britse koloniale regering de naam Reuschkrater, naar de Duitse zendeling Richard Reusch die toen voor de vijfentwintigste keer de top van de Kibo bereikte. De Kibo is met de Mawenzi verbonden door een zadelgebied met een oppervlakte van 3,6 vierkante kilometer. Op een hoogte van bijna vijf kilometer is dit gebied de grootste alpiene toendra in tropisch Afrika.

Markante punten op de Kibo
Fotoplattegrond
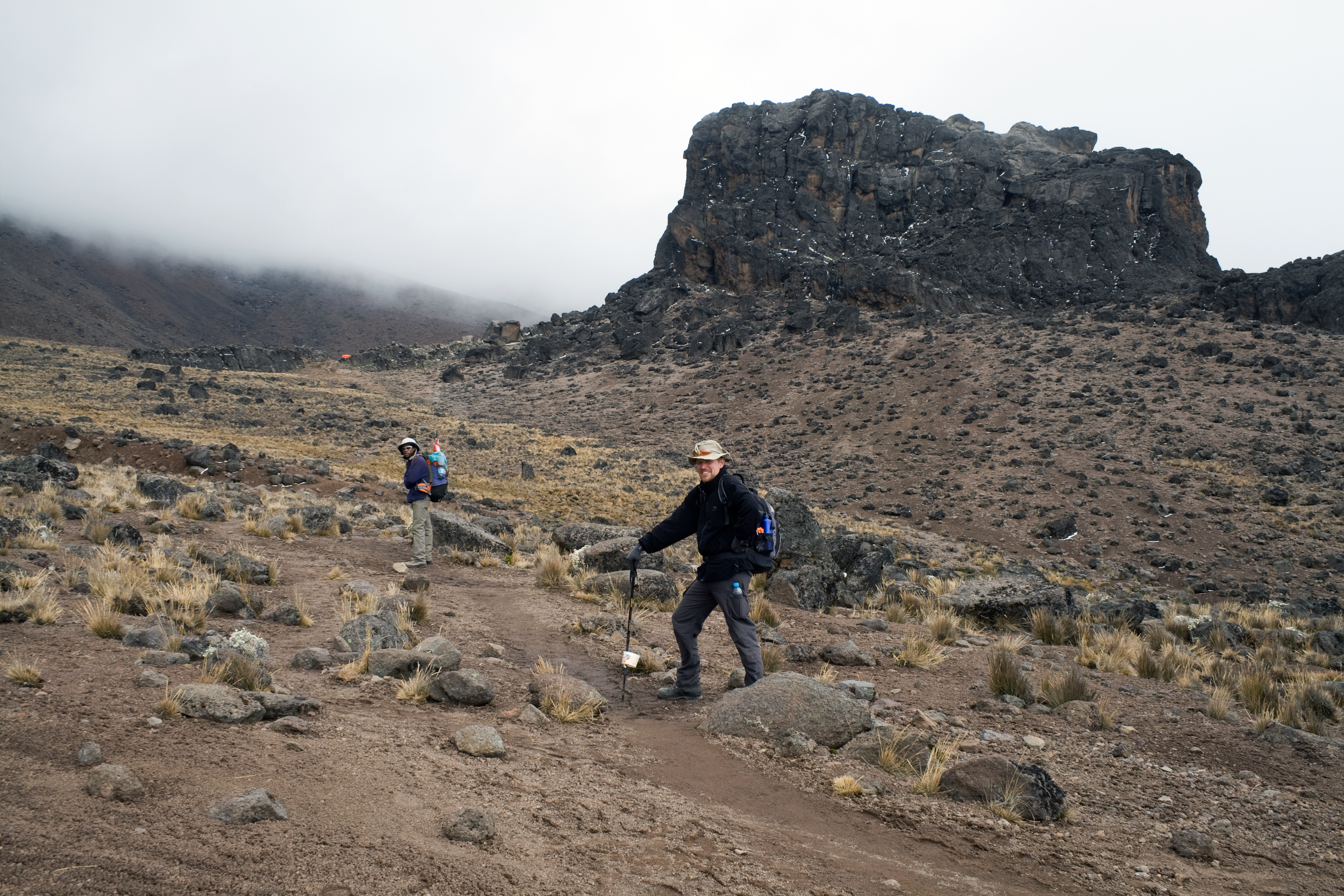
Lava Tower
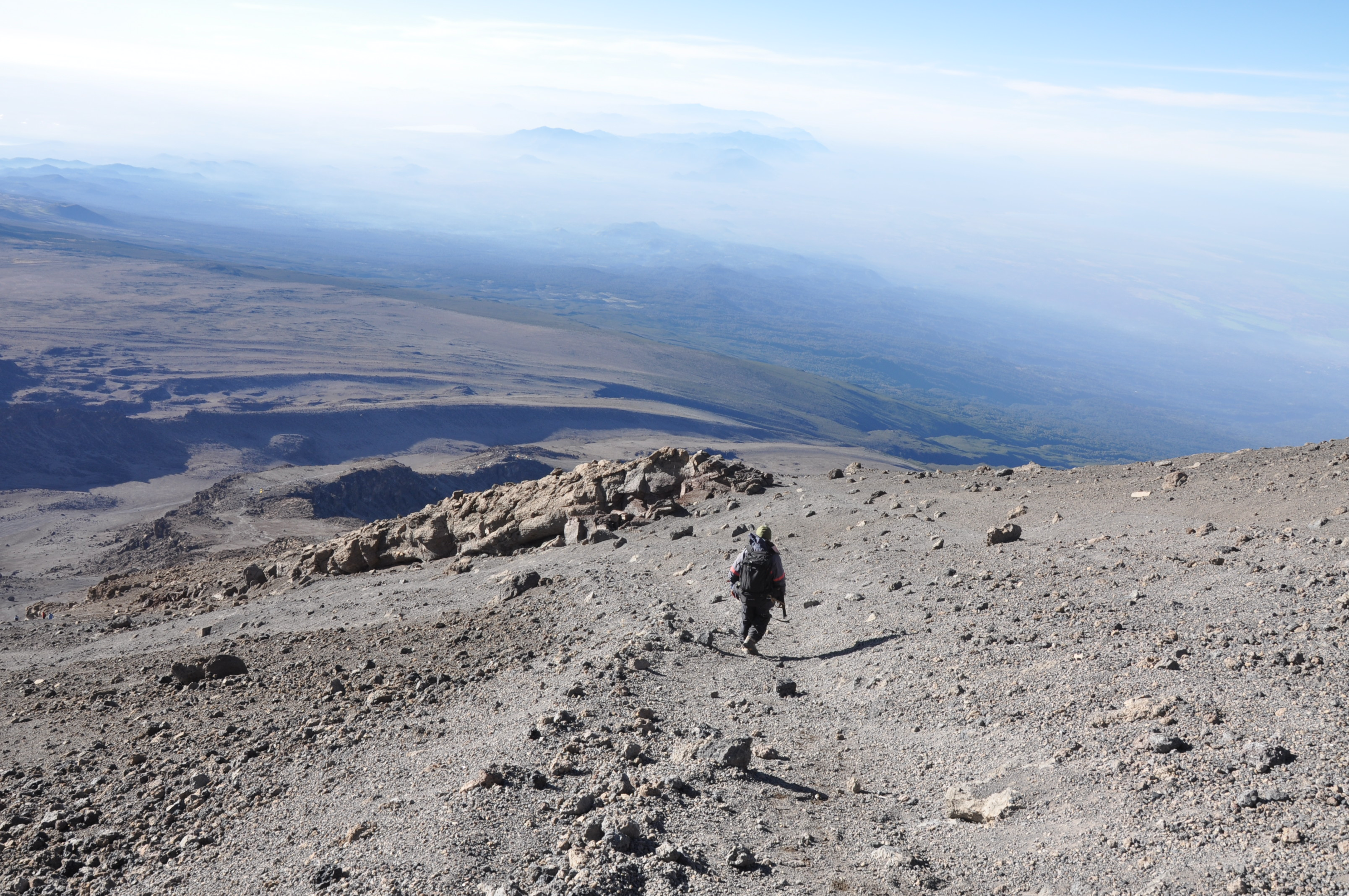
Western Breach
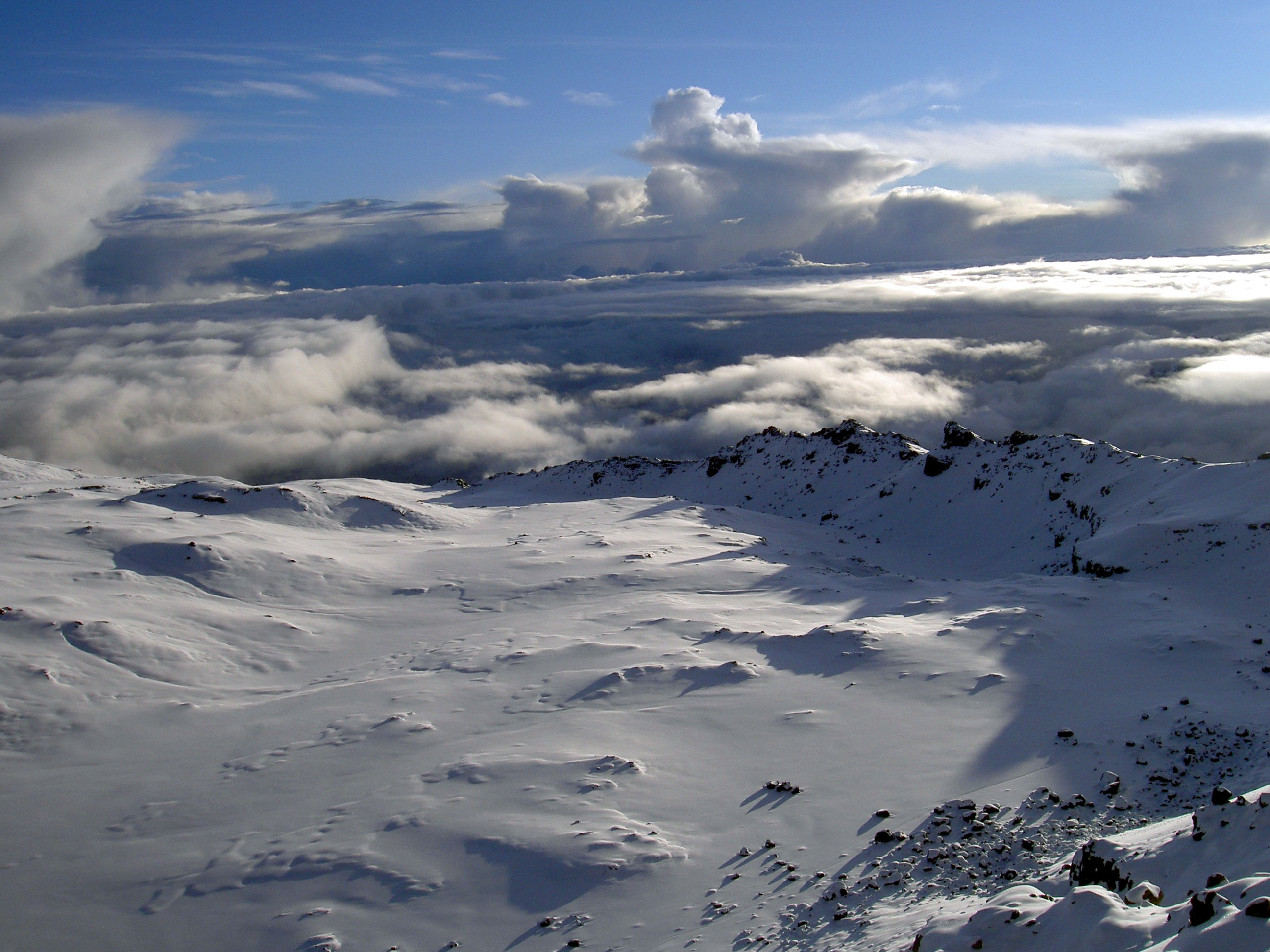
Gillman's Point
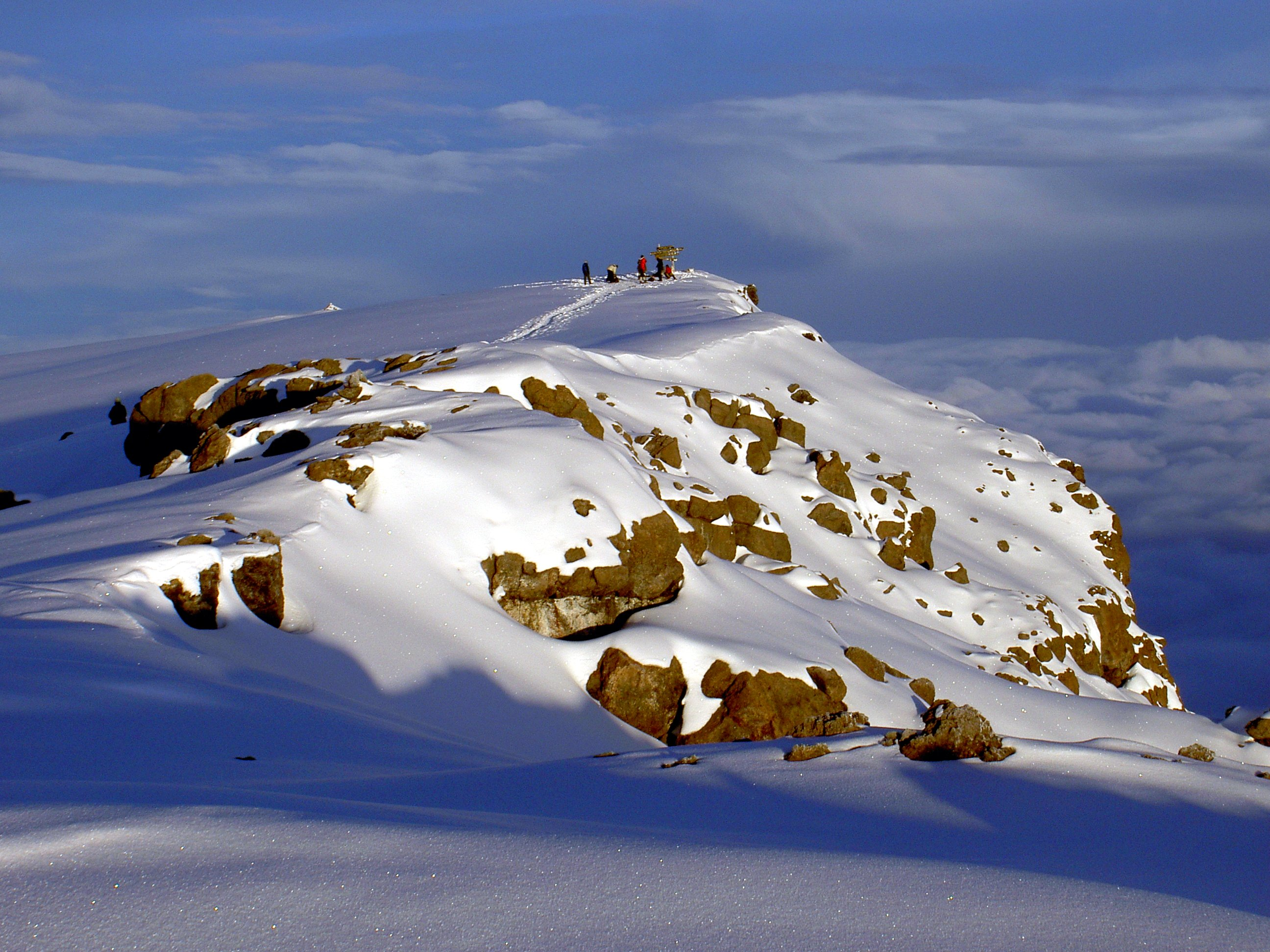
Uhuru Peak

### Mawenzi

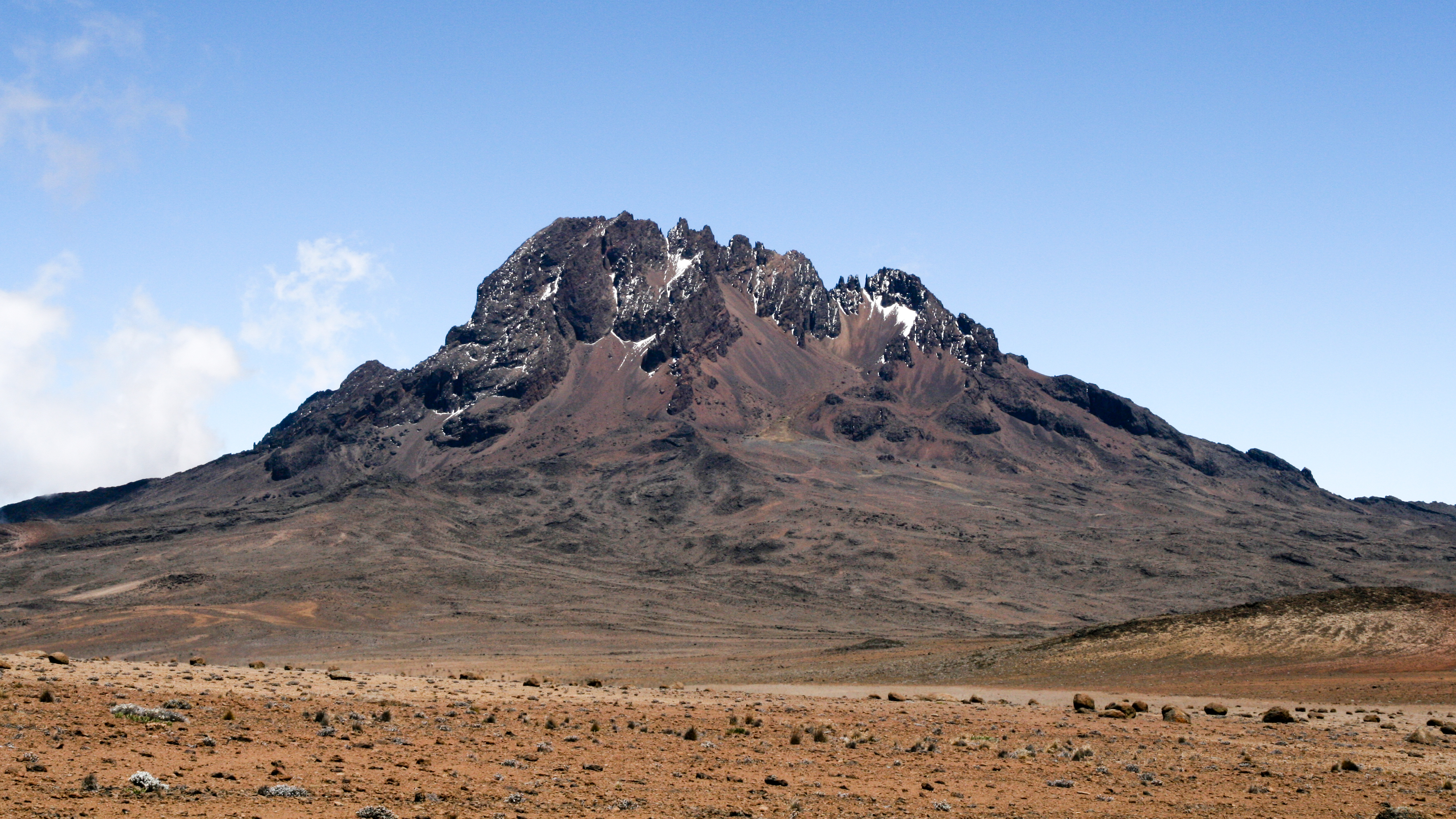
De Mawenzi gezien vanaf het zadelplateau

De uitgedoofde Mawenzi is de op een na hoogste vulkaan van de Kilimanjaro en de op twee na hoogste berg van Afrika, na de Kibo en Mount Kenya. De flanken van de Mawenzi zijn sterk geërodeerd en aan de oostzijde is de oorspronkelijke flank vrijwel geheel verdwenen. De hellingen van de Mawenzi zijn te steil om bedekt te kunnen zijn met gletsjers.

In het noordoosten bevinden zich twee diepe kloven: de Oost-Barranco en de West-Barranco. Ook de kraterrand is sterk door erosie aangetast; aan de noordzijde is hij zelfs geheel verdwenen. De krater heeft hierdoor vanuit de lucht gezien de vorm van een hoefijzer gekregen. Vanaf de Kibo is alleen de hoogste westelijke kraterrand te zien, zodat de rest van de krater aan het zicht wordt onttrokken. Hierdoor lijkt de berg meer op een hoop verdwaalde stenen dan op een vulkaan. Het hoogste punt op de kraterrand is de Hans Meyer Peak van 5149 meter. Andere hoge punten zijn de Purtscheller Peak (5120 meter) en de South Peak (4958 meter).

## Geologie
De drie vulkanen van de Kilimanjaro maken onderdeel uit van de Gregoryrift, een riftvallei die zich uitstrekt van Ethiopië tot Noord-Tanzania. De Gregoryrift vormt het oostelijk gedeelte van de Grote Slenk, een breuklijn op de Afrikaanse Plaat die deze uiteindelijk in twee afzonderlijke tektonische platen zal splitsen: de Somalische Plaat en de Nubische Plaat. In de buurt van de Kilimanjaro liggen meerdere vulkanen die ook deel uitmaken van deze riftvallei, zoals de actieve Mount Meru, de actieve Ol Doinyo Lengai en de uitgedoofde Ngorongoro.
De Kilimanjaro is ontstaan door een reeks uitbarstingen in een betrekkelijk klein gebied. De buitenste eruptiecentra lagen minder dan veertig kilometer uit elkaar. Rond de kraters werden gestolde lava en andere extrusieve gesteentes afgezet, waardoor het bergmassief geleidelijk in omvang toenam en de Kilimanjaro zijn huidige gestalte kreeg.
Tegenwoordig zijn aan het oppervlak van de drie vulkanen negen belangrijke lavagroepen te onderscheiden, formaties gestolde lavastromen die elk hun eigen leeftijd en samenstelling hebben. Door de afzonderlijke lavagroepen te dateren, hebben vulkanologen inzicht gekregen in de vorming van de Kilimanjaro. Zij concluderen dat dit proces ruim twee miljoen jaar geduurd moet hebben. Er is veel debat over de exacte data van de verschillende uitbarstingen. Evenmin is met zekerheid te zeggen of de drie vulkanen een gemeenschappelijke magmakamer hadden. Tegenwoordig vertoont alleen de slapende Kibo nog vulkanische activiteit, de Mawenzi en de Shira zijn reeds uitgedoofd.

### Vorming van de Shira
De vorming van de Kilimanjaro begon met de eerste uitbarsting van de Shira, vermoedelijk zo'n 2,3 miljoen jaar geleden. Waarschijnlijk hield de vulkanische activiteit in dit gebied aan tot 1,9 miljoen jaar geleden. De Shira bereikte een uiteindelijke hoogte tussen de 4900 en 5200 meter, maar kort nadat hij uitdoofde stortte de noordelijke helling in. Later stortten ook andere delen van de krater in; de huidige resterende bergkam bestaat voor het grootste deel uit de restanten van de westelijke en zuidelijke vulkaanflanken. Het gebied heeft door erosie een gekarteld uiterlijk gekregen.
Mogelijk is het Shiraplateau een restant van de vulkaankrater van Shira, die in de loop van de tijd instortte waardoor een caldera werd gevormd. Lava afkomstig van uitbarstingen van de Kibo zou deze caldera vervolgens hebben opgevuld. De Shira en de Kibo hebben twee groepen stollingsgesteente afgezet op het plateau: het Platzkegelagglomeraat in het centrum en de Shira Ridge Group op de noordwestelijke zijde van de richel. Het Platzkegelagglomeraat bestaat uit basalt met kleine hoeveelheden doleriet en dieptegesteente. Magma van deze samenstelling is gewoonlijk zo stroperig dat het stolt voordat het helemaal kan uitvloeien. Hierdoor ontstaat een kegelvorm zoals die van het Platzkegelagglomeraat. De Shira Ridge Group bestaat uit pyroclastische gesteentes als basaniet en tefriet; gesteentes die zich hebben gevormd uit materiaal dat tijdens de uitbarsting werd uitgeblazen.

### Vorming van de Mawenzi
Na het uitdoven van de Shira duurde het ongeveer 900 000 jaar voor er nieuwe vulkanische activiteit optrad. Twee grote uitbarstingen ten oosten van de uitgedoofde vulkaan leidden vervolgens tot de vorming van de Mawenzi. De eerste vond 492 000 jaar geleden plaats en vormde de Neumann Tower-Mawenzi Group, die bestaat uit basalt en trachiet. De tweede uitbarsting deed zich 448 000 jaar geleden voor. Daarbij werd het Mawenzi-eruptiecentrum gevormd, een lavagroep die voornamelijk uit pyroclastische breccie bestaat, oftewel uitgeblazen gesteente dat is opgebouwd uit onregelmatige brokstukken van ouder gesteente. De sterk gekartelde kraterrand van de Mawenzi bestaat deels uit dikes, vlakke stukken gesteente die vanuit dieper gelegen delen door oudere steenlagen heen zijn gedrongen. Deze bevatten net als veel andere magmatische dikes relatief veel magnesium en ijzer en relatief weinig siliciumdioxide.

### Vorming van de Kibo
Het is niet met zekerheid te zeggen wanneer de vulkanische activiteit begon die uiteindelijk zou leiden tot de vorming van de Kibo. Sommige geologen opperen dat dit gedateerd moet worden op zo'n 1 miljoen jaar geleden. De vorming van de Kibo zou dan synchroon verlopen zijn met die van de Mawenzi.
Het oppervlak van de Kibo bestaat uit vijf formaties van gestolde lava die ontstaan zijn in de periode van 482 000 tot 150 000 jaar geleden: de Lava Tower Group, de Rhomb Porphyry Group, de Lent Group, de Caldera Rim Group en de Inner Crater Group. Gestolde lava bedekt vrijwel de gehele Kibo; alleen in de wanden van de Great West Notch en de Kibo Barranco komen gelaagde afzettingen aan de oppervlakte. Het zwarte uiterlijk van de Kibo wordt veroorzaakt door obsidiaan, vulkanisch glas dat ontstaat als lava snel stolt.
De oudste lavaformatie is de Lava Tower Group. Deze bestaat voor een groot deel uit tefriet en fonoliet, twee typen uitvloeiingsgesteente, en bevat ook fenocrysten (grote kristallen) van natrium. De leeftijd van een van de dikes in de groep is geschat op 482 000 jaar. Waarschijnlijk werd de Lava Tower Group dan ook gevormd tussen de twee grote uitbarstingen van de Mawenzi. Tussen de 460 000 en 360 000 jaar geleden ontstond na een eruptie de uit fonoliet bestaande Rhomb Porphyry Group en tussen de 359 000 en 337 000 jaar geleden leidde een volgende uitbarsting tot de vorming van de Lent Group, bestaande uit fonoliet met fenocrysten. De Lent Group is nog zichtbaar aan het noordwestelijke kant van de Kibo en vormt aan de oostzijde het fundament voor het zadelplateau tussen de Kibo en de Mawenzi.
De Kibo kreeg zijn uiteindelijke gedaante door een uitbarsting in de periode tussen 274 000 en 170 000 jaar geleden. De gestolde lavastromen vormden toen de Caldera Rim Group. Ze bevatten porfier en fonoliet. Toen de krater van deze uitbarsting later instortte, ontstond de huidige caldera; de grootste, buitenste krater van de Kibo. De laatste uitbarsting vond plaats tussen 200 000 en 150 000 jaar geleden, waarbij de Reuschkrater werd gecreëerd. Tijdens deze eruptie vormden zich bovendien meer dan 250 parasitische kegels (kleine vulkaanmonden) op de noordwestelijke en zuidoostelijke hellingen van de Kibo. Door het stollen van de lava werd de Inner Crater Group geformeerd, die onder andere fenocrysten van het mineraal aegirien bevat.
De laatste vulkanische activiteit van betekenis deed zich voor in de 18e eeuw in het centrum van de Reuschkrater. Hierdoor ontstond een trechtervormige afzetting van as, die bekendstaat als de Ash Pit. Deze kuil heeft een diameter van 400 meter en is zo'n 150 meter diep. Onder de Reuschkrater bevindt zich een magmakamer met vloeibaar gesteente. De Kibo vertoont nog lichte vulkanische activiteit en de temperatuur boven zijn krater kan oplopen tot 70 °C. In de Ash Pit bevinden zich fumarolen, oftewel openingen in de aardkorst waaruit gassen kunnen ontsnappen. Deze verspreiden regelmatig een zwavelgeur.

### Overige geologische verschijnselen

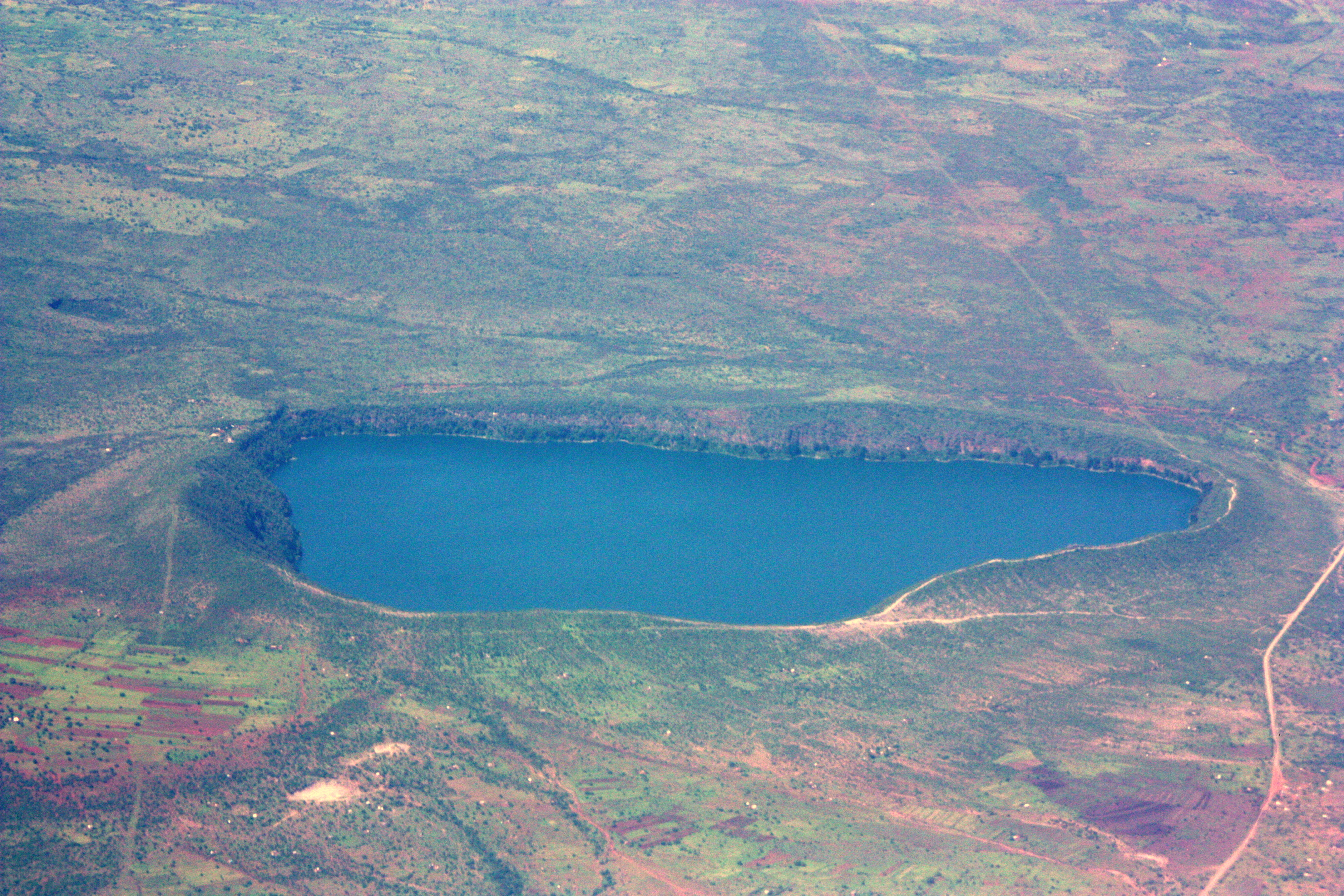
Het Chalameer, een kratermeer ten zuidoosten van de berg

De zuidwestelijke omgeving van de Kilimanjaro is voor een deel bedekt met lahars, modderstromen die worden gevormd wanneer pas afgezet, los vulkanisch materiaal zich vermengt met water. Een lahar kan een hoge snelheid bereiken en over een grote afstand stromen voordat hij opdroogt. Toen de top van de nabijgelegen vulkaan Mount Meru ongeveer 7800 jaar geleden instortte, vloeide een aantal lahars tot aan de helling van de Kilimanjaro. Hoger op de helling van de Kibo bevinden zich lahars die van de Kilimanjaro zelf afkomstig zijn.
Onderaan de zuidoostelijke helling van de Mawenzi ligt het Chalameer met een oppervlakte van 4,2 vierkante kilometer. Dit kratermeer ligt in een caldera en wordt gevoed door water afkomstig van de Kilimanjaro. Volgens legendes van de Masai bevond zich ooit een dorp op deze locatie, dat werd verzwolgen toen het meer werd gevormd. In werkelijkheid ontstond het meer zo'n 750 000 jaar geleden, geruime tijd voordat de eerste mensen zich rond de Kilimanjaro vestigden.

## Klimaat en hydrologie
Het klimaat van de Kilimanjaro wordt in sterke mate beïnvloed door de hoogte van het bergmassief en zijn geïsoleerde positie ten opzichte van overige gebergtes. Overdag stijgen hellingstijgwinden op langs de flanken, 's nachts waaien valwinden vanaf de toppen omlaag. Deze winden hebben een grotere invloed op het klimaat naarmate de hellingen vlakker zijn. De noordelijke hellingen van de Kilimanjaro zijn over het algemeen steiler dan de zuidelijke, waardoor het klimaat aan de noordzijde verschilt van dat aan de zuidkant.
Een andere factor die van invloed is op het klimaat van de Kilimanjaro is de intertropische convergentiezone (afgekort ITCZ), een semi-permanent lagedrukgebied dat, parallel aan de evenaar, als een gordel rond de aarde hangt. Deze lagedrukgordel ontstaat doordat de lucht door de tropische zonnewarmte opstijgt waardoor de luchtdruk daalt en de lucht onstabiel wordt. Dat heeft veel buien tot gevolg, die vaak gepaard gaan met onweer.
De Kilimanjaro kent elk jaar twee regenseizoenen en twee droge seizoenen. Deze seizoenen zijn het gevolg van de jaarlijkse beweging van de ITCZ. In de periode februari-mei beweegt de lagedrukgordel over Tanzania naar het noorden. De Kilimanjaro ontvangt in deze periode veel neerslag. Met het voorbijtrekken van de ITCZ in noordelijke richting worden namelijk zuidoostenwinden aangezogen vanuit de Indische Oceaan. De Kilimanjaro is het eerste hoge obstakel voor deze vochtige winden. Deze worden door het bergmassief omhoog gedwongen, waar het vocht door de lage temperatuur en lage luchtdruk condenseert en vervolgens als regen, sneeuw of hagel neerslaat. Door de windrichting ontvangen de zuidelijke hellingen van de Kilimanjaro aanzienlijk meer neerslag dan de noordelijke.
Daarna volgt de droogste periode van het jaar, die loopt van juli tot oktober. De lagedrukgordel ligt dan te noordelijk om voor veel buien te kunnen zorgen. In november en december volgt een tweede regenperiode omdat de ITCZ opnieuw passeert, nu zuidwaarts. Achter de lagedrukgordel worden nu winden uit Noord-Afrika aangezogen. Die hebben hun vocht voor een groot deel verloren boven het vasteland voor ze de Kilimanjaro bereiken. Daar valt in de tweede regenperiode dan ook minder neerslag dan tijdens het eerste regenseizoen. In de maand januari volgt een korte droge periode, waarin meer neerslag valt dan tijdens de lange droge periode aangezien de lagedrukgordel in januari dichterbij ligt dan in juli.
De vlakke zuidelijke hellingen van de Kilimanjaro ontvangen meer neerslag dan die in het noorden. De jaarlijkse neerslag is aan de zuidkant 800 tot 900 millimeter in de laagste regionen en 1500 tot 2000 millimeter op een hoogte van 1500 meter. In de hellingbossen, die zich bevinden op een hoogte van 2000 tot 2300 meter, valt ongeveer 3000 millimeter neerslag per jaar. Boven de boomgrens valt aanzienlijk minder: ongeveer 200 millimeter. Een groot deel van de neerslag in deze alpiene zone bestaat uit sneeuw en korrelhagel, waarvan het overgrote deel later weer verdampt. Alleen op de gletsjers blijft er het hele jaar door sneeuw liggen.
Op de Kilimanjaro ontspringt een netwerk van stromen, met name aan de nattere en sterker geërodeerde zuidzijde. De rivierstromen van de Kilimanjaro zijn van groot belang voor de irrigatie van de omliggende savannes en het Nationaal park Amboseli, dat veertig kilometer ten noorden van de berg ligt. Enkele stromen komen in het zuidoosten samen en vormen daar de rivier de Lumi. Samen met de Kikuletwa, die op de Mount Meru ontspringt, mondt deze rivier uit in de Pangani, Tanzania's belangrijkste bron van water. Op de Kilimanjaro ontspringt ook de Weruweru, een bergstroom die uitstroomt in de Kikuletwa.
De temperatuur op de Kilimanjaro daalt aanzienlijk naarmate men hoger komt. Terwijl aan de voet van de berg de temperatuur kan oplopen tot boven de 30 °C, bedraagt de gemiddelde temperatuur ter hoogte van de krater van de Kibo −7 °C. Wanneer het gletsjerijs 's nachts door warmtestraling extreem afkoelt, kan de oppervlaktetemperatuur dalen tot −27 °C.
| Maand                  | jan | feb | mrt | apr | mei | jun | jul | aug | sep | okt | nov | dec | Jaar |
| ---------------------- | --- | --- | --- | --- | --- | --- | --- | --- | --- | --- | --- | --- | ---- |
| Gemiddeld maximum (°C) | 29  | 29  | 27  | 25  | 22  | 21  | 20  | 22  | 24  | 26  | 27  | 28  | 25   |
| Gemiddeld minimum (°C) | 10  | 10  | 11  | 13  | 11  | 8   | 9   | 8   | 8   | 11  | 10  | 10  | 10   |
|                        |     |     |     |     |     |     |     |     |     |     |     |     |      |
| Neerslag (mm)          | 60  | 100 | 170 | 370 | 230 | 50  | 20  | 25  | 25  | 40  | 110 | 100 | 107  |

### Gletsjers
De ijskap van de Kibo bevat de enige gletsjers van Tanzania. De kap telt twaalf afzonderlijke gletsjers en drie ijsvelden; deze liggen gegroepeerd rondom de Reuschkrater. Als gevolg van vulkanische activiteit komt binnen de rand van de krater geen blijvend ijs voor.
De gletsjers van de Kibo staan bekend als de Arrowgletsjer, de Ballettogletsjer, de Barrancogletsjer, de Crednergletsjer, de Deckengletsjer, de Diamondgletsjer, de Furtwänglergletsjer, de Heimgletsjer, de Kerstengletsjer, de Little Penckgletsjer, de Ratzelgletsjer en de Rebmanngletsjer. Door de relatief geringe dikte van de gletsjers schuiven ze niet van de helling af, dit in tegenstelling tot veel gletsjers in koudere streken waar de ijslaag veel zwaarder is. Vroeger kende de Kilimanjaro één ijsveld dat de gletsjers voedde. In 1962 ontstond een breuk waardoor het Southern Ice Field los raakte van de rest. In 1975 splitste de resterende ijskap zich voor de tweede maal en werden het Eastern Ice Field en het Northern Ice Field gevormd.
De totale ijsmassa op de Kibo was in het verleden veel omvangrijker. Rond 1890 besloeg deze een oppervlakte van ongeveer twintig vierkante kilometer. Het ijs bedekte de gehele caldera, met uitzondering van de Reuschkrater, en de Western Breach. Ook op andere plaatsen op de zuidelijke en westelijke hellingen had de ijskap uitlopers.
Tijdens zijn klimexpedities in 1887 en 1889 nam de Duitse geograaf Hans Meyer al een gletsjerteruggang waar en hij voorspelde dat de ijskap binnen enkele decennia zou verdwijnen. Voor het slinken van Kibo's ijskap zijn diverse oorzaken aan te wijzen. Sinds 1880 stijgt de temperatuur op Aarde significant en smelt de ijskap als gevolg van verdamping en sublimatie. Mogelijkerwijze speelt een afnemende luchtvochtigheid van de ITCZ ook een rol.
Tussen 1912 en 1953 nam de omvang van de ijskap elk jaar gemiddeld 1,1 procent af. Vier gletsjers die nog aanwezig waren in het midden van de 20e eeuw zijn nu verdwenen: de Drygalskigletsjer, de Great Penckgletsjer, de Uhliggletsjer en de Little Barrancogletsjer. De huidige Arrowgletsjer is een restant van de laatstgenoemde gletsjer. In de periode van 1953 tot 1989 was de jaarlijkse afname van de ijskap gestegen tot gemiddeld 1,4 procent. In de periode van 1989 tot 2007 zette de stijging verder door tot 2,5 procent. In de periode tussen oktober 1912 en juni 2011 verdween bijna 85 procent van de ijskap en slonk de omvang naar 1,76 vierkante kilometer.
Als het huidige tempo doorzet, zal het ijs op de Kibo volgens klimatologen geheel verdwenen zijn in 2040. In de film An Inconvenient Truth uit 2006 beweerde Al Gore zelfs dat "er binnen het decennium geen sneeuw meer zal zijn op de Kilimanjaro". Anderen zijn optimistischer. Volgens sommige onderzoekers is de ijskap van de Kibo al 500 000 jaar oud en waren er ook in het verleden schommelingen in de omvang.
Aanvankelijk maakte men zich zorgen over een mogelijk ontoereikende watervoorraad voor de plaatselijke bevolking in de toekomst. Het water dat in stromen van de berg loopt, bestaat echter voor het grootste deel uit neerslag die in de hellingbossen is verzameld.

## Ecologie

Vegetatiezones van de Kilimanjaro

De Kilimanjaro maakt deel uit van het Oostelijk Rift, een van de zeven Afromontane zones, en ligt in een van de dichtst beboste gebieden van Tanzania. Vrijstaande bergen in Afromontane zones hebben door hun geïsoleerde ligging en hun prominentie veelal een ecologie die sterk afwijkt van wat in hun omgeving wordt aangetroffen. Dergelijke vrijstaande bergen worden in de biogeografie ook wel sky islands genoemd. Net als grote, afgelegen echte eilanden herbergen veel sky islands, waaronder de Kilimanjaro, endemische plant- en diersoorten. Als hoge berg met zowel steile als vlakke hellingen heeft de Kilimanjaro bovendien relatief veel ecosystemen, elk met een eigen klimaat en typische flora en fauna.
De vlaktes rond de berg bestaan uit savanne en akkerlanden. De hellingbossen in de montane zone bevatten ongeveer de helft van het totaal aantal vaatplanten dat de Kilimanjaro telt. Deze bossen kunnen worden onderverdeeld in droogbossen, tropische regenwouden, bergbossen en nevelwouden. Voorbij de boomgrens heeft zich een gebied ontwikkeld dat voornamelijk bestaat uit maquis, een vegetatievorm die goed bestand is tegen bosbranden en droogte. Nog hoger ligt de Afroalpiene zone, die ecologisch typisch is voor de hogere bergen van tropisch Afrika. De vegetatie hier is bestand tegen droogte en extreme temperatuurverschillen. Het gedeelte voorbij de sneeuwgrens, de nivale zone, is een gebied waar vrijwel geen vegetatie voorkomt.
In de periode tussen 1883 en 1995 zijn op en rond de Kilimanjaro 154 verschillende soorten zoogdieren geteld, waarvan een groot aantal soorten met uitsterven wordt bedreigd. Sommige bedreigde soorten zijn inmiddels uit het gebied verdwenen, zoals de zwarte neushoorn, de bergrietbok en de klipspringer. Ook het edelhert, dat tijdens de Duitse koloniale periode werd geïntroduceerd voor de jacht, is inmiddels verdwenen. In het gebied zijn bijna 700 vogelsoorten geteld, waarvan 17 soorten met uitsterven worden bedreigd en drie soorten endemisch zijn in Tanzania. Verder komen er tientallen soorten reptielen en amfibieën voor. Een groot deel hiervan leeft in de hellingbossen.

### Vlaktes

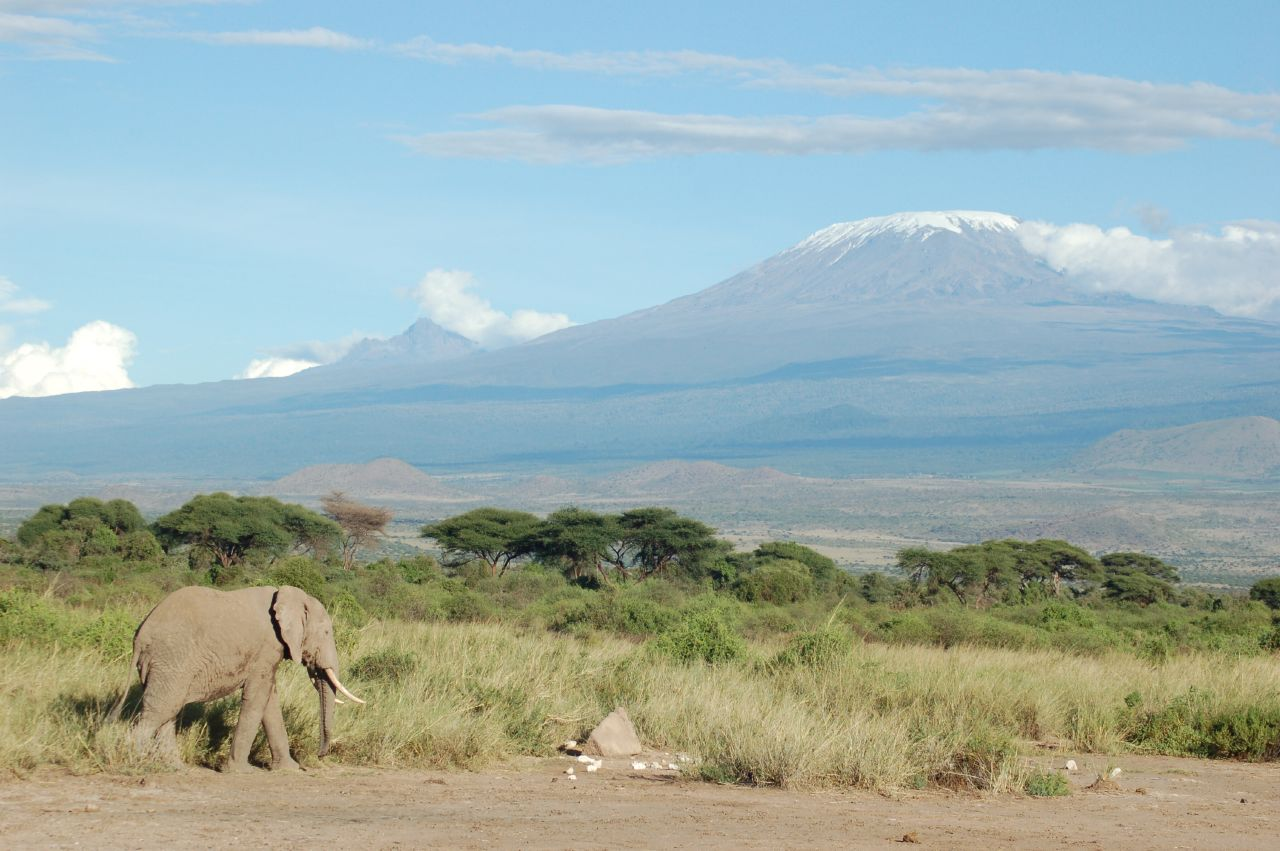
Een savanneolifant in het Nationaal park Amboseli met op de achtergrond de Mawenzi (links) en de Kibo

De vlaktes rond de Kilimanjaro liggen aan de zuidzijde op een hoogte van 700 tot 1100 meter en aan de noordzijde op 1400 tot 1600 meter. Ze bestaan voornamelijk uit savanne en akkerland, dit laatste met name rond de nederzettingen aan de zuidelijke voet van de berg. De open savannes rond de Kilimanjaro hebben een warm en droog klimaat en worden vaak geteisterd door branden. Deze ontstaan niet alleen door blikseminslagen, maar worden ook door de lokale bevolking aangestoken om weidegronden te creëren. Grassen zijn doorgaans de eerste gewassen die na een brand ontspruiten en vormen de belangrijkste voedselbron voor veedieren. Desondanks is het een relatief vruchtbaar gebied met een grote biodiversiteit. Dit is voor een groot deel te danken aan de bergstromen die vooral gedurende de moessonperiodes vanaf de Kilimanjaro en omliggende bergen de vlaktes bevloeien. Een aantal moerassen is geheel afhankelijk van bergstromen van de Kilimanjaro, zoals die in het Nationaal park Amboseli in Kenia.
In de savanne is gras de overheersende vegetatie. Veelvoorkomende grassoorten zijn kikuyu-gras, Hyparrhenia dichroa en geïntroduceerd straatgras. Tussen het gras groeien bloeiende planten als Trifolium usambarense, Coleus kilimandschari, Clematis hirsuta, Pterolobium stellatum, Sansevieria ehrenbergii en geïntroduceerde soorten als himalayaklaver en Caesalpinia decapetala. Verspreid in de vlakte staan boom- en struiksoorten zoals de Afrikaanse baobab, Senegelia mellifera, Stereospermum kunthianum en Vachellia tortilis. Daar waar de savanne tot de voet van de Kilimanjaro reikt, staan de bomen dichter op elkaar. Hier groeien ook diverse Acacia-, Combretum-, Terminalia- en Grewia-soorten. Typische planten die langs de bergstromen aan de voet van de zuidelijke helling voorkomen, zijn onder andere Ficus vallis-choudae en Lecaniodiscus fraxinifoliu.
De savanne rond de Kilimanjaro wordt doorgaans geassocieerd met kuddes savanneolifanten, die tijdens de regenseizoenen van honderden kilometers ver hiernaartoe trekken. In deze periodes dragen de meeste gewassen nieuw blad. Het verse gras trekt grazers aan als kafferbuffels, steppezebra's, impala's en Thomsongazelles. Bladeren en vruchten van de bomen en struiken worden gegeten door Kirks dikdiks, masaigiraffes en zuidelijke boomklipdassen. De savannevegetatie levert niet alleen voedsel, maar ook beschutting. Boomgroepen vormen een natuurlijke habitat voor de dikdiks en boomklipdassen, maar ook voor bijvoorbeeld knobbelzwijnen, aardvarkens, streepmuizen en de drie soorten galago's in dit gebied: de zanzibargalago, Garnetts galago en Otolemur monteiri. Veel van deze dieren trekken op hun beurt roofdieren aan, waarvan de zadeljakhals, de Afrikaanse wilde hond en de gevlekte hyena tot de belangrijkste vertegenwoordigers behoren. De boomgroepen rond de Kilimanjaro huisvesten ook een aantal typische vogelsoorten, zoals von der deckens tok, de witbuiktoerako, de grauwe buulbuul, de witbrauwlawaaimaker en de bronshoningzuiger.

### Montane zone
De montane zone omvat het gebied vanaf de voet van de berg tot de boomgrens, die op een hoogte van 2700 tot 2800 meter ligt. De hellingbossen in deze zone beslaan gezamenlijk een oppervlakte van ongeveer duizend vierkante kilometer. Tijdens een studie in 2005 werden hier 1232 verschillende plantensoorten geteld. De soorten werden vervolgens onderverdeeld naar groeiwijze, waarbij bleek dat de boomlaag 206 verschillende soorten bevatte (17% van het totaal aantal plantensoorten), de struiklaag 485 (40%) en de kruidlaag 858 (70%). Verder werden 183 soorten lianen geteld (15%) en 172 epifyten (14%).
Op de zuidelijke hellingen komen onder een hoogte van 1700 meter alleen galerijbossen en restanten van oorspronkelijke wouden voor. In het noorden en het westen is het klimaat droger, maar zijn de wouden beter geconserveerd. De ondergrens ligt er lager dan op de zuidzijde, op een hoogte van 1100 meter. Zeven kilometer van de noordelijke helling bestaat uit bossen die vrijwel niet zijn aangetast en dienen als een migratieroute voor zoogdieren uit het Nationaal park Amboseli en de vlaktes van de Kilimanjaro.
Oorspronkelijk bevatte de Kilimanjaro veel meer wouden, maar in de loop van de tijd zijn deze uitgedund door houtkap en beheerbranden. Door vermindering en versnippering van habitat zijn veel zoogdieren uit deze wouden verdwenen, met name de grotere soorten. Dankzij toenemende voorlichting vanuit westerse instanties ziet de lokale bevolking steeds meer in dat ontbossing kan leiden tot problemen als verzuring van de bodem en waterschaarste. Door selectieve houtkap en aanplanting is sinds het begin van de 21e eeuw de boomgrens min of meer gestabiliseerd.
De hellingbossen huisvesten een rijke variëteit aan dieren, in het bijzonder zoogdieren. De talrijkste vertegenwoordiger van de primaten is de diadeemmeerkat; deze wordt aangetroffen tot op een hoogte van 2700 meter. De oostelijke franjeaap komt in de gehele montane zone voor, met de grootste concentraties in het noorden en het westen. Groene bavianen uit het Nationaal park Amboseli trekken tot diep in de bergbossen in het noorden. Andere zoogdieren die in de wouden huizen, laten zich weinig zien en zijn beter zichtbaar wanneer zij in de savanne foerageren. Dit geldt bijvoorbeeld voor de serval, de bosbok, het penseelzwijn, de witstaartmangoeste, de honingdas, het gewoon stekelvarken en een groot aantal soorten knaagdieren. De dichte begroeiing biedt ook een schuilplaats voor vogels als de bruine muisvogel, de zilveroorneushoornvogel, de roodvleugelspreeuw, het sterrenpaapje, de turkooiskuifvliegenvanger, de Afrikaanse paradijsmonarch, Rüppells lawaaimaker en diverse toerako's. Tot de reptielen in de hellingbossen behoren de kameleons Kinyongia tavetana en Rieppeleon kerstenii, de naar de Kilimanjaro vernoemde skink Leptosiaphos kilimensis en diverse slangen, zoals de gabonadder, de boomslang, de smalkopmamba en soorten uit het geslacht Thelotornis.

#### Woudtypen
Op de hellingen van de Kilimanjaro komt een verscheidenheid aan woudtypen voor: droogbossen, tropisch regenwoud, bergbossen en nevelwouden.
Onderaan de hellingen van de Kilimanjaro vormen droogbossen een overgangsgebied tussen de savanne en de hoger gelegen bossen. Het gebied bestaat uit bomen die pas laat tot kieming komen en derhalve relatief kwetsbaar zijn, zoals Terminalia Brownii, Stereospermum kunthianum en Combretum-soorten. Doordat de bomen ver uit elkaar staan, is er in deze ecoregio ook ruimte voor struiken, kruidachtige planten en grassen. Een groot deel van de droogbossen is verdrongen door uitlopers van diverse voedselgewassen.
Boven de droogbossen begint op de neerslagrijke zuidelijke en oostelijke hellingen van de Kilimanjaro het tropisch regenwoud. De altijd groene bomen en struiken zijn goed toegerust voor de korte droge periodes tussen de moessons. De wouden worden gedomineerd door de laurier Ocotea usambarensis en Macaranga kilimandscharica, een boom uit de wolfsmelkfamilie. Andere veel voorkomende plantensoorten zijn Albizia schimperiana, Croton megalocarpus, Ilex mitis, Impatiens kilimanjari, Juniperus procera, olijfbomen (Olea europaea), Olea welwitschii en Prunus africana. Een groot deel van het regenwoud wordt gebruikt voor het verbouwen van koffie, bananen en andere gewassen. Deze en andere geïntroduceerde plantensoorten als de cipres Cupressus lusitanica verdringen er de inheemse boomsoorten.
De bergbossen op de zuidelijke en oostelijke hellingen bevinden zich boven het regenwoud, op een hoogte van 2300 tot 2500 meter. Waterdamp uit dit regenwoud bereikt het bergbos in de vorm van mist en vormt daar de belangrijkste watervoorziening. De meest voorkomende boomsoort is de conifeer Podocarpus milanjianus. De bomen zijn voor een groot deel bedekt met epifyten die veel vocht vasthouden, zoals mossen, varens en paardenstaarten. Op de noordzijde beginnen de bergbossen veel lager. Hier bestaat de vegetatie voornamelijk uit olijfbomen, Cassipourea malosana, Piper capense en planten uit de familie Acanthaceae. Boven de 2400 meter wordt de noordelijke helling gedomineerd door de geelhoutboom (Podocarpus latifolius).
De nevelwouden bevinden zich grotendeels in kloven in het westen, noorden en noordoosten van het bergmassief, op een hoogte van 2500 tot 2700 meter. Deze wouden worden voornamelijk bevochtigd door waterdamp, aangevoerd door de moessonwinden die tegen de berghellingen opstijgen. De nevelwouden hebben derhalve een langere droge periode dan de bergbossen. In het nevelwoud ontspringt een aantal bergstromen die door de neergeslagen damp worden gevoed. De meest voorkomende boomsoorten in deze ecoregio zijn de cipres Juniperus procera op de noordelijke hellingen en Podocarpus en Ocotea op de zuidelijke hellingen, respectievelijk een conifeer- en een lauriersoort.

### Maquis
De boomgrens van de Kilimanjaro ligt op een hoogte van 2700 tot 2800 meter. Hierboven ligt tot een hoogte van ongeveer 4000 meter een maquislandschap. De neerslag bedraagt er 500 tot 1300 millimeter per jaar en door laaghangende bewolking is het er vaak mistig.
Maquis is geen typisch Afrikaanse biotoop. Vroeger lag de boomgrens van de Kilimanjaro veel hoger en grensden de nevelwouden aan de alpiene zone. Door ongecontroleerde bosbranden en houtkap zijn grote delen van het nevelwoud en de alpiene zone verdwenen. Op de gedegradeerde grond rond de oorspronkelijke boomgrens heeft zich het altijdgroene maquislandschap ontwikkeld. De vegatatie bestaat voornamelijk uit pyrofyte soorten, planten die goed bestand zijn tegen vuur. Het gebied wordt gedomineerd door boomhei en Erica rossii, heidesoorten die hier een hoogte van meerdere meters bereiken. Andere specialistische gewassen die hier goed gedijen zijn kruidachtige grassoorten van de geslachten Helichrysum, Hyparrhenia en Festuca. Opvallende bloeiende planten in dit gebied zijn onder andere Protea caffra kilimandscharica en Kniphofia thomsonii.
Veelvoorkomende vogelsoorten in het gebied zijn de witnekraaf en de alpengierzwaluw. Ook zijn er opvallend veel soorten honingzuigers, die worden aangetrokken door de nectar van bloeiende planten tussen het maquis. De Afrikaanse zwarte kuifarend jaagt in dit gebied op kleine knaagdieren, zoals Lophuromys aquilus, Dendromus melanotis, de naakte molrat en de streepmuis, een van de prominentste zoogdieren op de Kilimanjaro. Grote zoogdiersoorten komen op deze hoogte weinig voor, met uitzondering van de gewone duiker. Deze kleine antilopesoort wordt regelmatig op het Shiraplateau gezien. Het maquis wordt sporadisch bezocht door roofdieren als de zadeljakhals, de Afrikaanse civetkat en de Afrikaanse wilde hond. De gewone pofadder is een van de weinige reptielsoorten in dit gebied. Vermeldenswaard is ook de Strongylopus kilimanjaro, een kikker die leeft op een hoogte boven 3000 meter en is vernoemd naar de berg.

### Afroalpiene zone
Boven het maquislandschap ligt de Afroalpiene zone. De scheiding is niet scherp, deze twee ecosystemen hebben een flinke overlap. De Afroalpiene zone is typerend voor het gedeelte tussen de boom- en sneeuwgrens van de Afrikaanse sky islands. Dit droge gebied heeft een toendraklimaat met grote temperatuurverschillen en bevat gewoonlijk een of meer endemische plantensoorten. Dit is ook het geval op de Kilimanjaro. De altijd groene vegetatie die hier groeit is bestand tegen vorst en heeft weinig water nodig om te overleven. De planten hebben voldoende aan de gemiddelde neerslag van 200 millimeter per jaar en de kleine stromen smeltende sneeuw, afkomstig van het hoger gelegen gebied.
Dendrosenecio kilimanjari is een metershoge composiet die endemisch is op de Kilimanjaro. De plant komt voornamelijk voor in de vochtige kloven, waar meer beschutting is. Zijn takken worden beschermd door afgestorven rozetbladeren die dicht tegen de bast uitdrogen. Een andere veel voorkomende plant in deze regio is Lobelia deckenii. Ook deze plant wordt enkele meters hoog en heeft een systeem om zich tegen de kou te beschermen. Zijn rozetten verzamelen water dat 's nachts bevriest, zodat het de onderliggende plantdelen isoleert. Op en tussen de rotsen groeit een groot aantal soorten mossen en levermossen. Deze plantensoorten zijn eveneens aangepast aan de barre levensomstandigheden op deze hoogte; meer dan honderd soorten zijn endemisch in de Afroalpiene zone. Andere planten die veelvuldig in de Afroalpiene zone worden aangetroffen zijn de composiet Helichrysum kilimanjari, endemisch op deze berg, en kruidachtige grassoorten als fakkelgras, Pentaschistis borussica en Colpodium-soorten.
De spaarzame vegetatie huisvest een klein aantal spinnen en insecten; verder komen op deze hoogte slechts weinig dieren voor. De enkele vogelsoorten in dit gebied zijn specialisten die bestand zijn tegen het barre klimaat. Dit zijn bijvoorbeeld de zevenstrepengors en de Tanzaniaanse spekvreter. Andere vogels die hier voorkomen zijn voornamelijk roofvogels als de jakhalsbuizerd, de kroonarend, de steppearend, de grijze wouw en de lammergier.

### Nivale zone
Vanaf ongeveer 5000 meter begint de nivale zone, een klimaatzone die wordt gedomineerd door stenen, sneeuw en ijs. De weinige neerslag die er valt, sijpelt vrijwel direct in de rotsachtige grond of blijft liggen op de gletsjers. In de buurt van een fumarole in de Reuschkrater is de composiet Helichrysum newii aangetroffen, maar buiten deze krater is de temperatuur te laag voor de meeste plantensoorten. De vegetatie bestaat vrijwel alleen uit korstmossen als Xanthoria elegans. Spinnen zijn vrijwel de enige vaste bewoners op deze hoogte. Het gebied wordt zeer sporadisch bezocht door zoogdieren, en dan met name roofdieren. Van een Afrikaanse wilde hond is bekend dat hij zelfs tot Uhuru Peak is geklommen.

## Lokale bevolking

Verspreiding van de Masai, de Ngasa (Ongamo) en de Wachagga

Binnen een straal van dertig kilometer woonden in 2013 ruim 300 000 personen op de Kilimanjaro; ongeveer 106 per vierkante kilometer in een gebied dat vrijwel geheel op de hellingen ligt. Binnen een straal van honderd kilometer waren dit er op dat moment ruim 2 666 000, oftewel 85 per vierkante kilometer. Dit is relatief veel in vergelijking met de landelijke bevolkingsdichtheid van 54 personen per vierkante kilometer. Men schat dat het aantal inwoners op de Kilimanjaro elk jaar met drie procent toeneemt.
De bevolking van de Kilimanjaro bestaat voornamelijk uit drie met elkaar verwante etnische groepen: de Masai, de Ngasa en de Wachagga. Zij gebruiken de vegetatie op en rond de Kilimanjaro voor timmer- en brandhout, voedsel en medicijnen. Op de vruchtbare berghellingen en omliggende vlaktes worden gewassen geteeld voor eigen gebruik en voor de export, zoals bananen, koffie, mais, bonen, zonnebloemen, avocado's en eucalyptusbomen.

### Masai

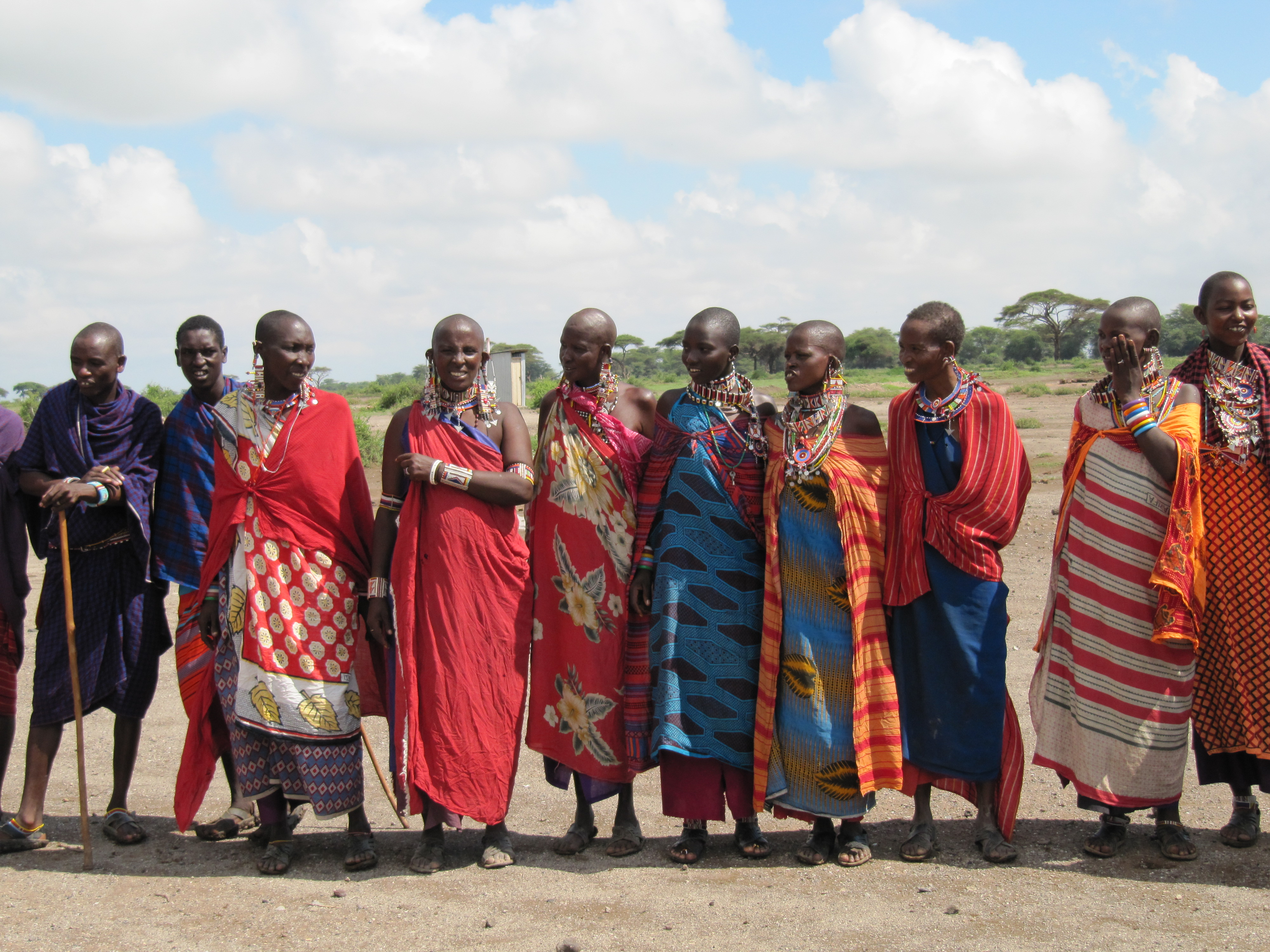
Masai in het Nationaal park Amboseli

De Kilimanjaro werd al duizenden jaren geleden bezocht en bewoond door de Masai, een nomadisch volk van veehoeders. Vooral aan het eind van het eerste millennium trokken grote groepen Masai naar de vruchtbare gebieden van de vulkanen in de Grote Slenk, waar zij de savannes ten noorden, westen en oosten van de Kilimanjaro bevolkten. Als gevolg van burgeroorlogen en het uitbreken van runderpest trokken veel Masai aan het begin van de 20e eeuw weg van het bergmassief. In deze periode werd een gebied ten noorden van de Kilimanjaro tot reservaat voor de Masai aangewezen, het huidige Nationaal park Amboseli. In de jaren 40 waren de meeste Masai verdwenen uit het gebied tussen de Kilimanjaro en Mount Meru.
Tegenwoordig bevolkt een klein aantal Masai het gebied ten westen en noordwesten van de Kilimanjaro. Aanvankelijk vormden de koeien, schapen en geiten van de Masai hun voornaamste voedselbron, maar door het slinken van hun veestapel zijn ze zich steeds meer gaan toeleggen op de landbouw.

### Ngasa
De Ngasa, ook wel de Ongama genoemd, vormen een etnische groep die zich rond het jaar 1000 van de Masai heeft afgesplitst en naar de Kilimanjaro-regio trok. Zij brachten grote delen van Kilimanjaro's berghellingen in cultuur voor het verbouwen van hun gewassen. Toen de Wachagga bij de Kilimanjaro arriveerden, namen de twee volken diverse maatschappelijke, culturele en religieuze gebruiken van elkaar over en ging een groot deel van de Ngasa op in de Wachagga. Tegenwoordig zijn er slechts enkele duizenden Ngasa, die vrijwel uitsluitend in het noordoosten van de Kilimanjaro leven. Hun oorspronkelijke taal, het aan het Maa verwante Ngasa, wordt vrijwel niet meer gebruikt.

### Wachagga

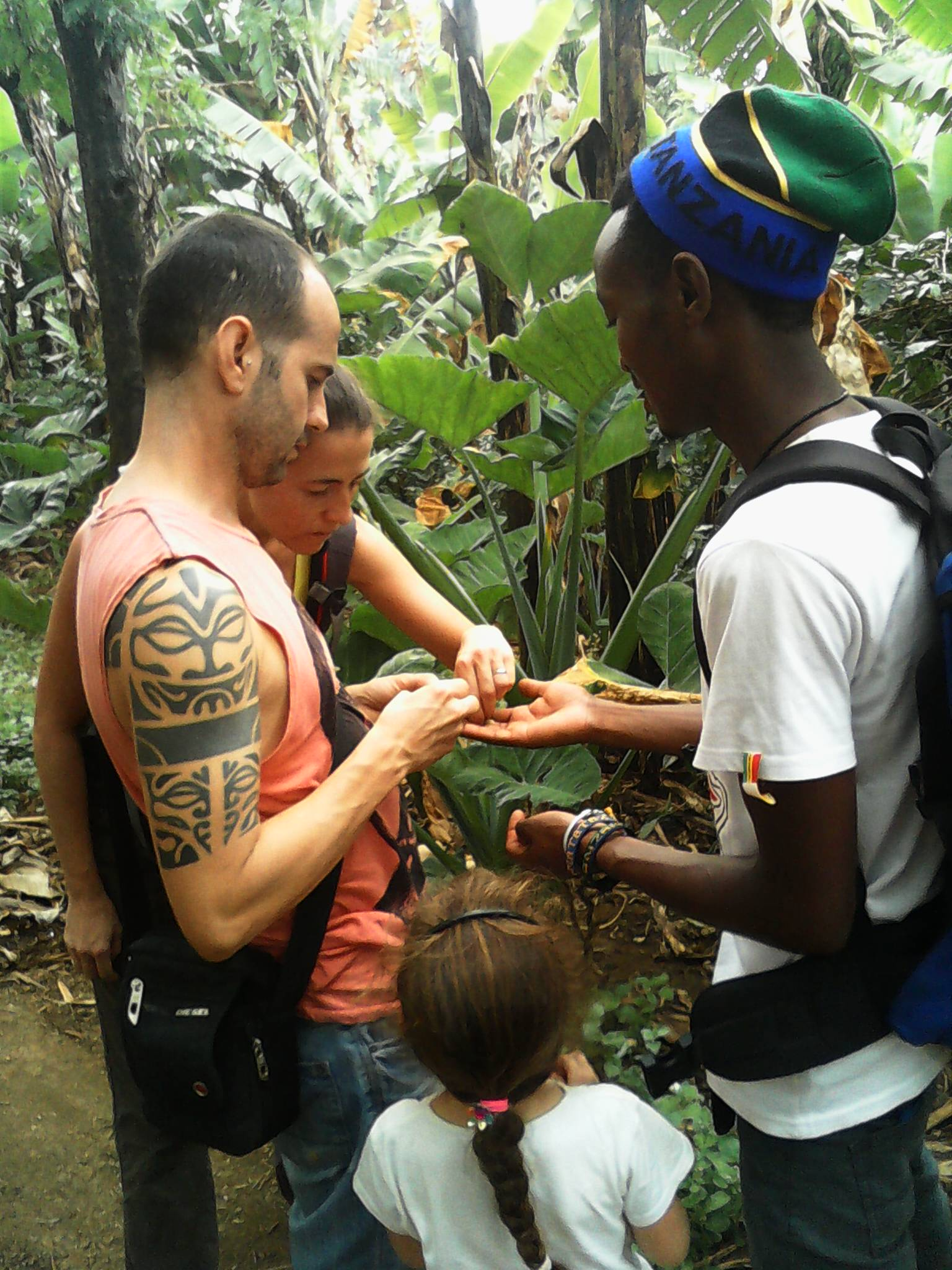
Rondleiding op een koffieplantage van de Wachagga

Het overgrote deel van de bevolking van de Kilimanjaro bestaat uit de Wachagga, die zich voornamelijk in het oosten en het zuiden van de berg hebben gevestigd. Zij zijn nakomelingen van de Bantoevolkeren die tussen de 11e en 15e eeuw in grote aantallen in het huidige Tanzania arriveerden. Deze volken bezaten veel landbouwkennis. Met het oog op het verbouwen van bananen, betrokken de eerste Wachagga de hellingen van de Kilimanjaro en Mount Meru. De al op de hellingen van de Kilimanjaro aanwezige volkeren werden, met uitzondering van de Ngasa en de Masai, geheel door de Wachagga geabsorbeerd. Met name in het begin van de 19e eeuw namen de Wachagga een groot aantal gebruiken en handvaardige technieken van deze volkeren over. De Wachagga ontwikkelden daarnaast geavanceerde landbouwtechnieken, zoals terrasbouw en irrigatiesystemen. Vanaf 1910 legden zij zich steeds meer toe op het verbouwen van koffie, dat naast bananen een belangrijk exportproduct vormt.
Zowel de Kibo als de Mawenzi speelt een grote rol in de cultuur van de Wachagga. De Kibo staat bij hen voor alles wat mooi, krachtig en eeuwig is. Een traditionele gelukswens is bijvoorbeeld: "zoals Kibo niet veroudert, moge u ook nooit oud worden". Wanneer een krachtig persoon tegenstreving ondervindt van een veel zwakker iemand, spreekt men van "een korreltje zand dat van de Kibo is losgekomen" om duidelijk te maken dat de schade die hij heeft opgelopen te verwaarlozen is. De Wachagga kennen ook een groot aantal legendes waarin de Kilimanjaro de hoofdrol speelt. Een ervan verhaalt hoe de Mawenzi aan zijn gehavend uiterlijk komt:

Nadat op een dag Mawenzi's vuur was uitgegaan, ging hij naar zijn buurman Kibo. Deze was juist met een enorme stamper graan aan het malen. Mawenzi kreeg van Kibo een paar sintels, maar gooide ze weg op de terugweg. Hij keerde terug naar Kibo en beweerde dat de sintels waren uitgedoofd, waarop Kibo hem nieuwe gaf. Weer gooide Mawenzi ze weg en hij keerde voor de tweede maal terug. Deze keer reageerde Kibo geërgerd op Mawenzi's verzoek. Toen Mawenzi bleef aandringen, pakte Kibo zijn stamper en sloeg Mawenzi bont en blauw.
— Wachagga-legende

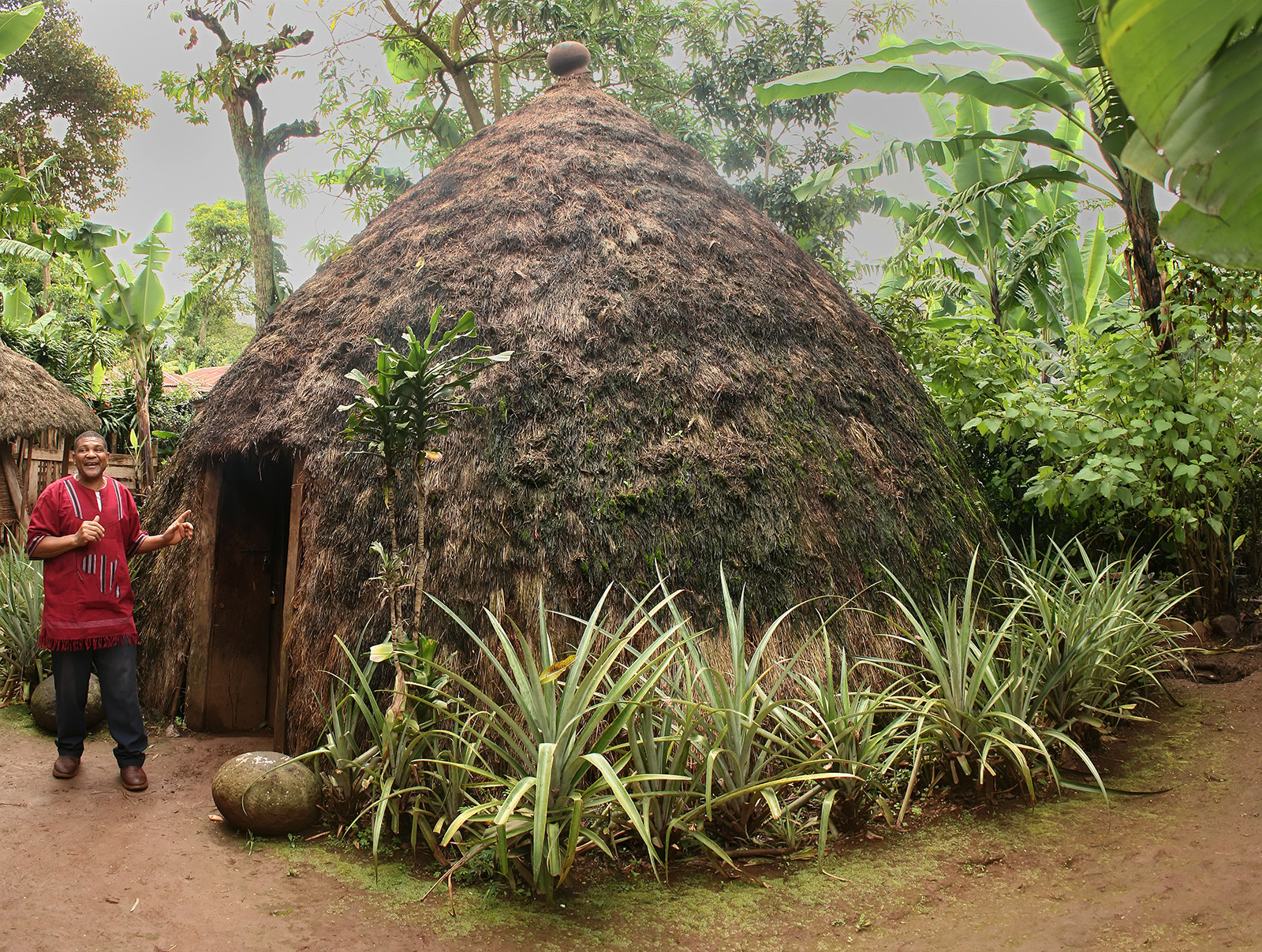
Een traditionele Wachagga-woning

Volgens Hans Meyer was Machame in 1889 met 8000 inwoners de grootste nederzetting van de Wachagga, gevolgd door Moshi en Marangu, die elk 3000 inwoners telden. Elk gezin bezat een klein erf, twee of drie rieten hutjes en een graanschuurtje. Moshi, met tegenwoordig bijna 200 000 inwoners, is uitgegroeid tot de grootste stad van de Wachagga. De meeste Wachagga hier wonen in moderne huizen, maar de traditionele woningen met het uiterlijk van enorme bijenkorven zijn nog op diverse plaatsen op de Kilimanjaro te vinden.
De Wachagga behoorden tot de eerste stammen in Oost-Afrika waar de christelijke zendelingen succes boekten. Het zendingswerk had ook onderwijs in het programma, waardoor de Wachagga een grote voorsprong kregen op andere volken op het gebied van politiek, wetenschap en economie. De huidige Wachagga behoren tot de meest ontwikkelde volken in Tanzania en hebben er het hoogste aandeel in de politiek en het onderwijs.

## Etymologie

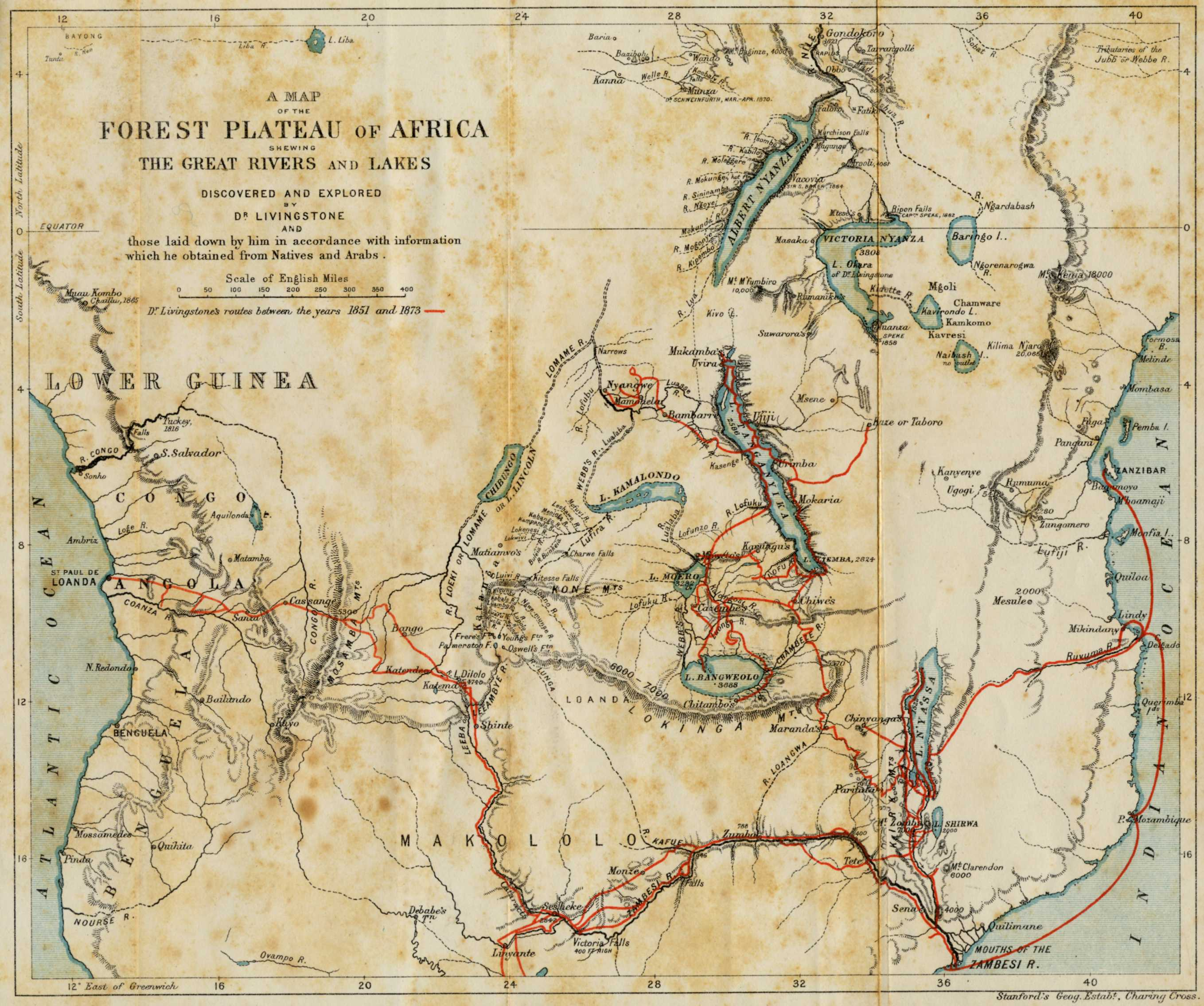
Kaart van David Livingstones reizen met rechtsboven de Kilima N'jaro

Een van de eerste vermeldingen van de naam Kilimanjaro staat opgetekend in de reisverslagen van Johann Ludwig Krapf, die de berg in 1849 bezocht. Sindsdien hanteren vrijwel alle Europese publicaties deze naam, zij het soms met een licht afwijkende spelling. Zo staat de naam in The Nuttall Encyclopædia uit 1907 gespeld als Kilima-Njaro, terwijl andere bronnen spreken over de Kilima N'jaro. Volgens Krapf is Kilimanjaro de naam die de bewoners van de Swahilikust in zijn tijd gebruikten. Het is echter mogelijk dat het niet zuiver Swahili is, maar deels zijn oorsprong heeft in een van de vele overige Bantoetalen in Oost-Afrika.
Aanvankelijk nam men aan dat kilima Swahili is voor 'berg', maar 'heuvel' is een correctere vertaling. Kilima is namelijk een verkleinwoord voor mlima, het juiste Swahili woord voor 'berg'. Mogelijk werd de berg door de Swahili Mlima genoemd, maar raakten personen die niet vertrouwd waren met de inheemse talen verward met het Kichagga. Dit is een taalgroep die wordt gesproken door de Wachagga. Zij noemen de twee grootste vulkanen in het bergmassief Kipoo en Kimawenzi en mogelijk trokken buitenstaanders daarom onterecht de conclusie dat kilima de juiste vervoeging was. De naam Kipoo is Kichagga voor 'gevlekt', daar de sneeuw scherp afsteekt tegen de donkere rots van de middelste vulkaan. Deze naam werd door de Swahili verbasterd tot Kibo. De naam Kimawenzi, Kichagga voor 'met gebroken top', werd door de Swahili verbasterd tot Mawenzi.
Ook over de betekenis van het tweede deel van de naam bestaan meerdere theorieën. Volgens Krapf kon njaro geïnterpreteerd worden als een enkel woord of als een vervoeging van jaro. Njaro is Swahili voor 'grootsheid', maar ook een oud-Swahili woord voor 'glimmend'. Njaro betekent bovendien 'bronnen' of 'water' in het Maa, de taal van de Masai, een volk dat afhankelijk is van de bergrivieren die op de Kilimanjaro ontspringen. Jaro is Kichagga voor 'karavanen' en zou een mogelijke verwijzing naar de berg geweest kunnen zijn als navigatiepunt voor de Arabische kooplieden. Joseph Thomson opperde dat Kilima-Njaro mogelijk ook 'witte berg' zou kunnen betekenen. Deze veronderstelling lijkt te worden gestaafd door de verslagen van Krapf. In 1849 ontmoette hij een stamhoofd van de Kamba, die verklaard zou hebben dat hij de Kima jaJeu had gezien, dat in het Kamba 'witte berg' betekent.
Volgens een andere benadering is het woord zuiver Kichagga en dient men het anders op te splitsen, namelijk in Kiliman en jaro. Kiliman zou dan afgeleid zijn van kileme of kilelema, wat respectievelijk 'die verslaat' en 'die moeilijk/onmogelijk is geworden' betekent. De Wachagga zouden met deze aanduiding te kennen geven dat het vrijwel onmogelijk zou zijn de berg te beklimmen. Jaro zou dan mogelijk zijn afgeleid van njaare, wat 'vogel' of 'luipaard' betekent, of van jyaro, wat Kichagga is voor 'karavaan'.

## Geschiedenis
De Kilimanjaro werd waarschijnlijk al vroeg in het Holoceen bezocht door herders van de Masai. Archeologen hebben aan de voet van de Kilimanjaro stenen kommen gevonden, die wijzen op nederzettingen in 1000 v.Chr. of eerder. De omgeving van het bergmassief bood veel voordelen voor volken die er zich vestigden. De vruchtbare grond en de grote biodiversiteit voorzagen in voedsel en er was vers drinkwater voorhanden, alsmede nuttige materialen als stenen, hout en plantenvezels. De volken rond de Kilimanjaro verhaalden hun geschiedenis aanvankelijk in orale vorm, vaak gekleurd door eigen mythen en legenden.

### Eerste vermeldingen
Het oudst bekende verslag waarin de berg mogelijk wordt vermeld, is opgetekend door de 2e-eeuwse geograaf Claudius Ptolemaeus in zijn Geographia. In dit verslag, dat hij vermoedelijk mede baseerde op informatie uit de tweede of derde hand van zeelieden, wordt een "grote besneeuwde berg" beschreven, gelegen in een land vol barbaarse kannibalen. Het is niet met zekerheid te zeggen of Ptolemaeus hier een beschrijving geeft van de Kilimanjaro, aangezien zijn beschrijving bijvoorbeeld ook zou kunnen slaan op Mount Kenya. De Periplus van de Erythreïsche Zee is vermoedelijk een eeuw eerder geschreven en bevat wel een beschrijving van de Tanzaniaanse kust, maar geen mogelijke aanwijzingen voor de Kilimanjaro. Als de beschrijving door Ptolomaeus inderdaad de Kilimanjaro betreft, betekent dit volgens sommige historici dat de berg door de buitenwereld werd ontdekt in de periode tussen het schrijven van de Periplus en Geographia, in de tweede helft van de eerste of in de eerste helft van de tweede eeuw.

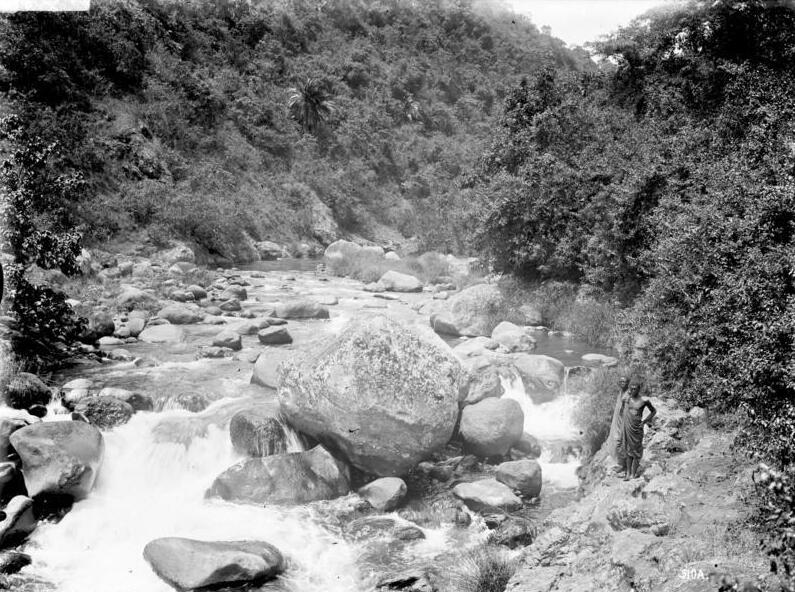
Twee Wachagga langs de Weruweru, een stroom op de helling van de Kilimanjaro

Waarschijnlijk diende de Kilimanjaro al sinds de 6e eeuw als navigatiepunt voor Arabische handelaren uit Oman, die eeuwenlang met hun karavanen vanaf de oostkust van Afrika de binnenlanden doorkruisten. Bekend is dat zij handel voerden met de Masai en Bantoevolken die tussen de 11e en 15e eeuw naar de hellingen van de Kilimanjaro trokken. De Wachagga die hier nu leven zijn nakomelingen van deze Bantoevolken. De Arabische cartograaf Abu’l Fida beschreef in de 13e eeuw een berg in de binnenlanden die "wit van kleur" was. Dit zou eveneens een verwijzing kunnen zijn naar de Kilimanjaro, maar ook dit is niet met zekerheid te zeggen. Hetzelfde geldt voor de beschrijving van een kroniekschrijver die in 1225 reisde op een Chinees koopvaardijschip, waarin vermeld wordt "dat het land ten westen van Zanzibar zich uitstrekt tot aan een grote berg".
Aan het einde van de 15e eeuw viel het handelsmonopolie van de Arabieren langs de oostkust van Afrika in handen van de Portugezen. Die namen veel steden langs de kust in, waaronder Mombassa in 1507. De Spaanse cartograaf Martín Fernández de Enciso bezocht deze stad met het doel de binnenlanden in kaart te brengen. Hij ondervroeg er Arabische handelaren en beschreef zijn bevindingen in Suma de Geographia, dat in 1519 werd gepubliceerd. Dit werk verhaalt over een "Ethiopische Berg Olympus ten westen van Mombassa" en wat verder weg de "Bergen van de Maan, die de bronnen van de Nijl bevatten". De "Ethiopische Berg Olympus" wordt door veel historici gezien als de eerste vermelding die met zekerheid betrekking heeft op de Kilimanjaro.

### Toenemende geruchten in de 19e eeuw

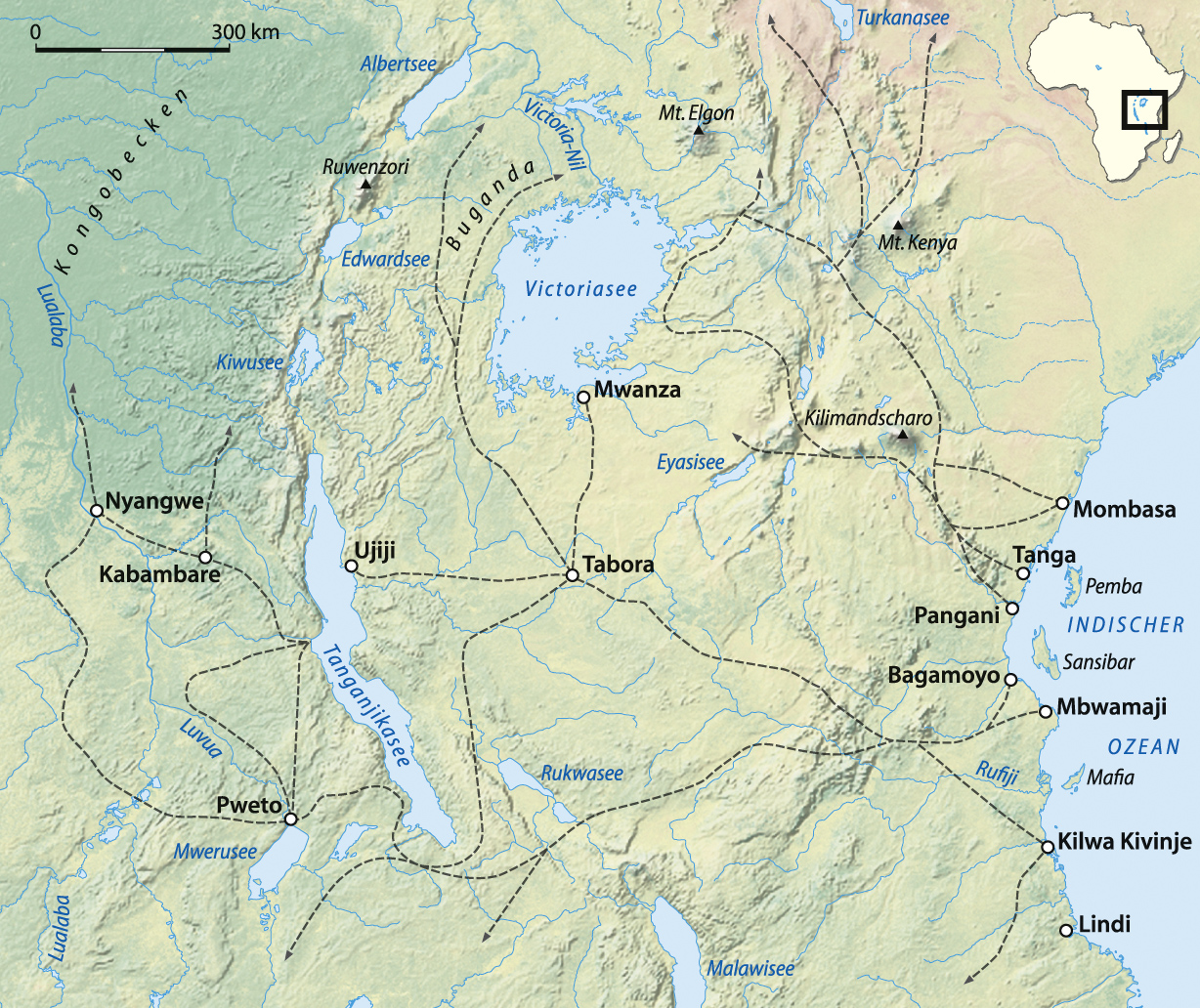
Arabische karavaanroutes vanuit Zanzibar in de 19e eeuw

In 1698 viel het eiland Zanzibar in handen van Oman. Het werd het centrum van de Arabische slavenhandel en het startpunt van een groot aantal karavaanroutes, die tot diep in de binnenlanden van Oost-Afrika liepen. De invloedssfeer van de Arabieren breidde zich hierdoor steeds verder uit en uiteindelijk verdreven zij in de 19e eeuw de Portugezen uit Tanzania.
De Arabieren gingen bondgenootschappen aan met de Britten, die op hun beurt handelsposten plaatsten in Zanzibar. Europeanen die deze handelsposten bezochten, hoorden geruchten over een grote berg in de binnenlanden van Afrika. De Arabische slavenhandelaar Khamis bin Uthman bezocht in 1834 Londen, waar hij Britse politici en geleerden ontmoette. Hij sprak lange tijd met de Ierse geograaf William Desborough Cooley van de Royal Geographical Society, die naar aanleiding van dit gesprek een uitgebreid rapport schreef, getiteld The Geography of N'yassi, or the Great Lake of Southern Africa, Investigated. Hierin wordt de Kilimanjaro voor de eerste maal bij name genoemd, zij het foutief gespeld:

The most famous mountain of Eastern Africa is Kirimanjara, which we suppose, from a number of circumstances to be the highest ridge crossed on the road to Monomoezi.
(De beroemdste berg van Oost-Afrika is Kirimanjara, waarvan we aan de hand van een aantal omstandigheden veronderstellen dat het de hoogste bergkam is op de weg naar Monomoezi.)
— William Desborough Cooley

In dezelfde periode begonnen westerse wetenschappers nieuwsgierig te worden naar de locatie waar de Nijl ontspringt. Als zij af moesten gaan op het verslag van Martín Fernández de Enciso, lagen de bronnen van de Nijl in de buurt van de Kilimanjaro. Ontdekkingsreizigers als Richard Francis Burton en John Hanning Speke gingen op onderzoek uit in het gebied dat tegenwoordig bekendstaat als Tanzania.

### Rebmann en Krapf (1844-1849)
Met het uitbreiden van de Britse invloedssfeer kwamen ook protestantse zendelingen naar Oost-Afrika. In 1844 arriveerde de Duitse zendeling Johann Ludwig Krapf van de Church Mission Society met zijn zwangere vrouw in Mombassa om er zendingsposten op te richten. Krapfs vrouw beviel van een dochter, maar het gezin kreeg malaria en zowel moeder als dochter stierven. Nadat Krapf voldoende hersteld was, zette hij in 1846 zijn eerste zendingspost op in Rabai Mpya, een buitenwijk van Mombassa. Omdat hij vrijwel geen resultaten boekte onder de plaatselijke moslimbevolking, maakte hij plannen om zijn werk elders voort te zetten. In datzelfde jaar kreeg hij hulp van de 26-jarige Duitser Johannes Rebmann, die in oktober 1845 zijn opleiding tot zendeling in Londen had voltooid.
In 1847 stichtten beide zendelingen een post in de nabijheid van de berg Kasigau, maar ook hier bleef de bevolking de islam verkiezen boven het christendom. Krapf en Rebmann besloten om weer verder te trekken en hoorden van Arabische handelaren van een plaats genaamd Chagga. Hier woonden de Wachagga, een volk dat naar verluidt regelmatig kampte met extreem lage temperaturen. Sommigen beweerden dat de nabijgelegen berg werd beschermd door djinns en dat de top ervan bedekt was met zilver. Karavaanleider Bwana Kheri vertelde de twee zendelingen dat deze berg Kilimansharo werd genoemd en bood aan om hen daarheen te vergezellen. Op 27 april 1848 vertrok Rebmann samen met Bwana Kheri en acht dragers via een karavaanroute naar de berg. Krapf bleef achter omdat hij nog te verzwakt was om de reis te kunnen maken. Op 11 mei zag Rebmann de berg voor het eerst. In zijn reisverslag schreef hij het volgende:

At about ten o’clock, (I had no watch with me) I observed something remarkably white on the top of a high mountain, and first supposed that it was a very white cloud, in which supposition my guide also confirmed me, but having gone a few paces more I could no more rest satisfied with that explanation; (...) the most delightful recognition took place in my mind, of an old well-known European guest called snow.
(Rond tien uur (ik had geen horloge bij me), zag ik iets merkwaardig wits op de top van een hoge berg en ik nam aanvankelijk aan dat het een heel witte wolk was. Mijn gids bevestigde mijn vermoeden, maar toen we dichterbij kwamen kon ik me niet meer vinden in deze uitleg; (...) de meest verrukkelijke herkenning kwam in mij op, van een oude bekende Europese gast, genaamd sneeuw.)
— Johannes Rebmann

Zowel geograaf Halford John Mackinder als ontdekkingsreiziger Harry Johnston erkenden dat zendeling Johannes Rebmann de eerste Europeaan was die het bestaan van de Kilimanjaro bevestigde.
Tijdens een tweede bezoek in november 1848 onderscheidde Rebmann duidelijk de Kibo en de Mawenzi, gescheiden door het zadelplateau. In april 1849 bezocht hij de berg voor de derde maal en beklom deze naar eigen zeggen tot net onder de sneeuwgrens. In zijn verslagen verklaarde Rebmann dat de inheemse bevolking de berg beklommen had om de op zilver lijkende substantie te bemachtigen, die tijdens de afdaling veranderde in water. Krapf bezocht samen met Rebmann de berg in november van dat jaar, toen het tweetal een reis door Oost-Afrika maakte.

### Karl Klaus von der Decken (1861-1862)

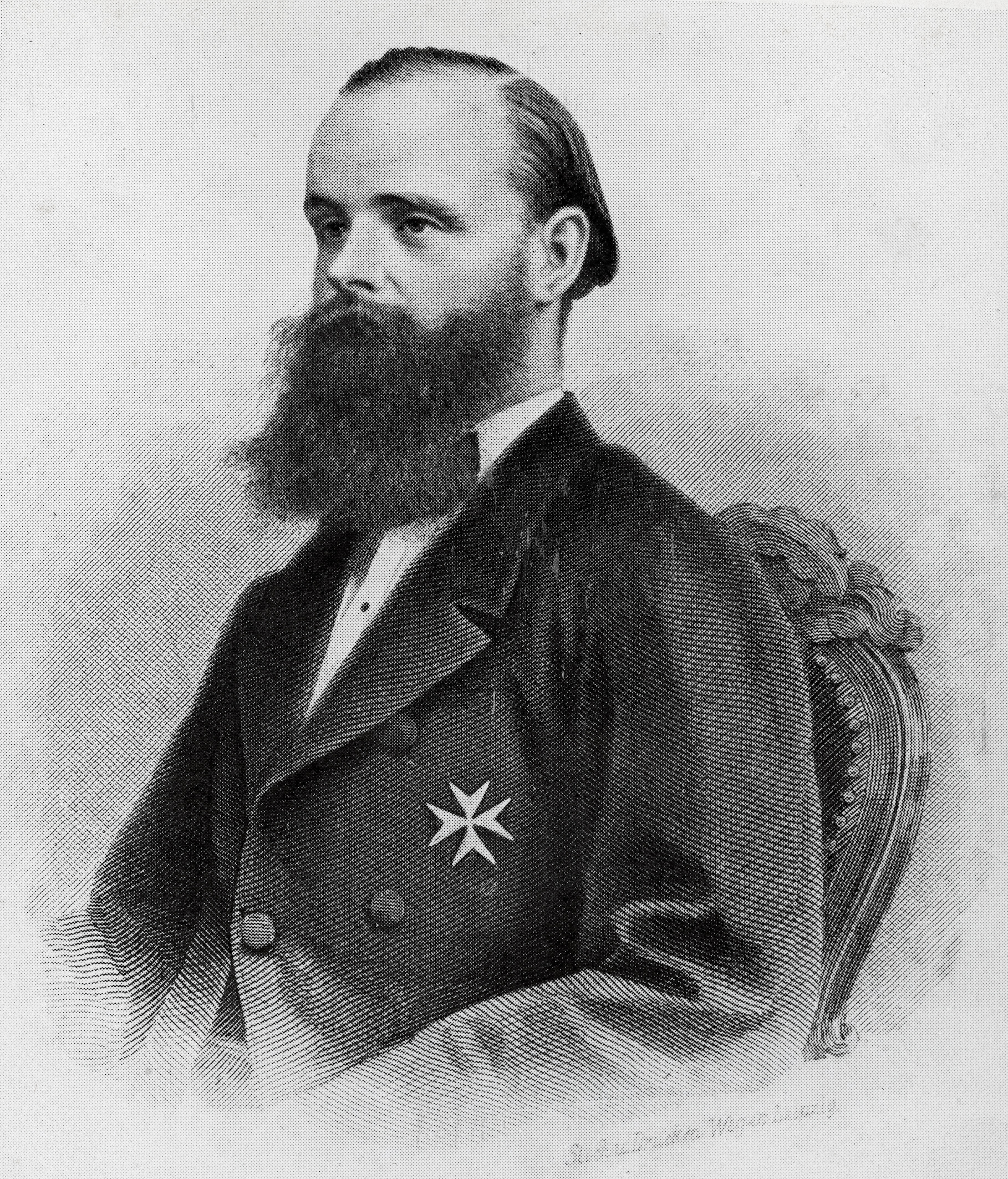
Baron Karl Klaus von der Decken leidde de eerste klimexpedities op de berg

De verslagen van Rebmann en Krapf over een met sneeuw bedekte berg in de tropen wekten veel verwondering onder westerse wetenschappers, van wie velen sceptisch waren. Zij twijfelden er niet aan dat er met sneeuw bedekte bergtoppen rond de evenaar konden bestaan, daar ze wisten dat deze in de Andes ook voorkomen. Ze konden echter niet geloven dat de Kilimanjaro hoog genoeg was om in dit tropische gebied een sneeuwgrens te hebben, waarboven de sneeuw gedurende het hele jaar bleef liggen. Een aantal van hen meende dat de zendelingen witte rotsen voor sneeuw hadden aangezien. In zijn boek Inner Africa laid open uit 1852 verklaarde William Desborough Cooley dat het bestaan van sneeuw op de Kilimanjaro enkel door lokale overleveringen werd gestaafd.
De Duitse ontdekkingsreiziger baron Karl Klaus von der Decken besloot, na een mislukte poging om het Malawimeer te bereiken, om een eind te maken aan de scepsis over de besneeuwde toppen van de Kikimanjaro en de berg zelf te gaan beklimmen. Onderweg naar Mombassa ontmoette hij in 1861 de Engelse geoloog Richard Thornton, die juist door David Livingstone uit zijn Zambezi-expeditiegroep was gezet. Thornton had besloten om zijn geologisch onderzoek in Oost-Afrika voort te zetten en Von der Decken wist hem over te halen om hem naar de Kilimanjaro te vergezellen.
Op 29 juni 1861 vertrokken Von der Decken en Thornton uit Mombassa. Ze reisden met een karavaan in ruim een maand naar de Kilimanjaro. Thornton schatte de hoogte van de berg tussen de 6039 en 6296 meter en concludeerde dat het bergmassief uit drie vulkanen bestond, waarvan de Shira de oudste en de Kibo de jongste is. Ook ontdekte het tweetal Mount Meru, een actieve vulkaan die ten zuidwesten van de Kilimanjaro ligt. Daarnaast bevatten de aantekeningen van Thornton beschrijvingen van onder andere de lokale cultuur en de vegetatie rond de berg.

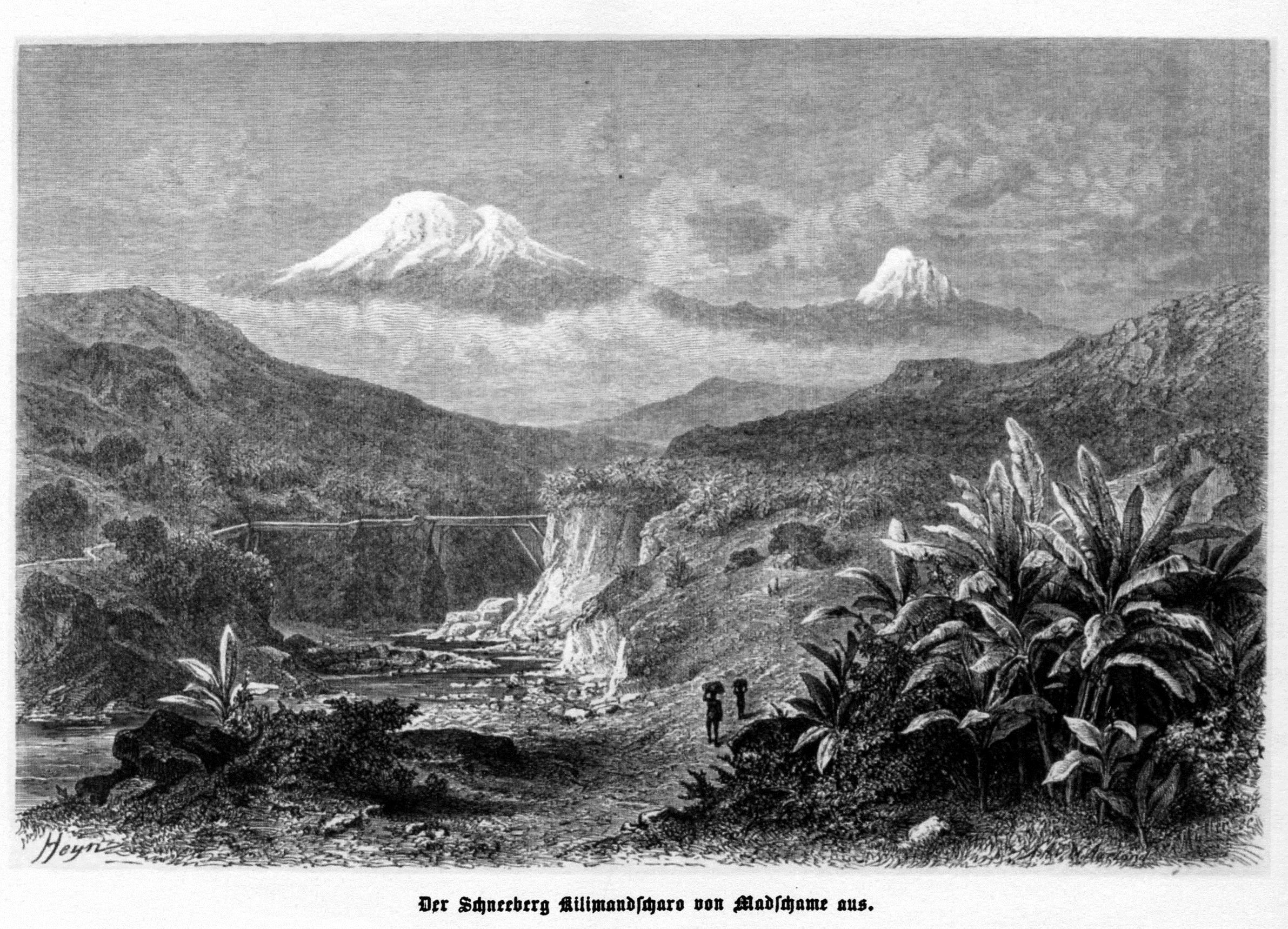
Houtgravure met Kilimanjaro's besneeuwde bergtoppen, naar een schets van Von der Decken

Voor de beklimming van de Kilimanjaro huurden Von der Decken en Thornton meer dan vijftig dragers. Na een tocht van drie dagen bereikten ze een hoogte van 2460 meter, waar ze vanwege hevige neerslag hun klim moesten onderbreken. Ze werden door hun dragers in de steek gelaten en zagen zich gedwongen om te keren. Toch was hun expeditie geslaagd, aangezien ze de sneeuw duidelijk als een dikke deken over de Kibo hadden zien liggen en een gletsjer op de zuidelijke helling hadden ontwaard. Thorntons reisverslag overtuigde de meeste wetenschappers ervan dat de Kilimanjaro inderdaad een besneeuwde top had. Cooley bleef dit echter met klem ontkennen.
Ook in december 1862, toen Von der Decken met de Duitse ontdekkingsreiziger Otto Kersten een tweede expeditie naar de berg maakte, mislukte een poging om de besneeuwde top te bereiken. Deze keer kwam Von der Decken boven de boomgrens en bereikte een hoogte van 4300 meter. Tijdens de klim kwam het tweetal terecht in een hevige sneeuwstorm die hen dwong terug te keren. Ook Von der Decken en Kersten gaven een uitvoerige beschrijving van de flora en fauna op en rond de berg. Op basis van deze beschrijvingen ontdekten biologen hier later een groot aantal onbekende planten en dieren. Enkele daarvan werden naar het tweetal vernoemd, zoals Lobelia deckenii, de von der deckens tok (Tockus deckeni) en de kameleon Rieppeleon kerstenii.

### Charles New (1871-1875)
Von der Decken sprak na zijn tweede poging met Charles New, een Engelse zendeling die een post nabij Mombassa had en een protegé was van Krapf. New was op zoek naar een locatie voor een nieuwe zendingspost en Von der Decken bracht hem op het idee om de Wachagga te bezoeken. New zocht Rebmann op om inlichtingen in te winnen en vertrok in juli 1871 naar de Kilimanjaro. Na een mislukte eerste poging om de top te bereiken, besloot hij om het in augustus nog eens te proberen, nu via de zuidoostelijke zijde van de Kibo. Ditmaal bereikte hij een hoogte van 4000 meter en kwam er tot voorbij de sneeuwgrens. New schreef in zijn verslag:

The snow was on a level with my eye, but my arm was too short to reach it. My heart sank, but before I had time fairly to scan the position my eyes rested upon snows at my very feet! There it lay upon the rocks below me in shining masses, looking like newly washed and sleeping sheep!
(Ik zag sneeuw op ooghoogte, maar mijn armen waren te kort om het aan te kunnen raken. Het hart zonk mij in de schoenen, maar voor ik tijd had om het hele gebied enigszins te overzien viel mijn oog op sneeuw beneden mijn voeten! Daar lag het op de rotsen onder mij in blinkende massa's, het leek op pasgewassen slapende schapen!)
— Charles New

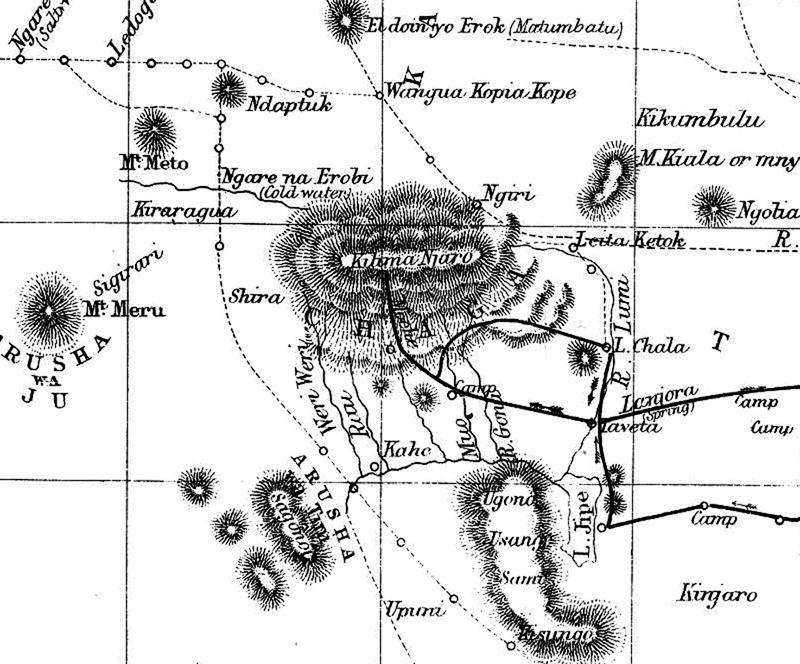
Charles New maakte gedetailleerde kaarten van de Kilimanjaro en zijn omgeving

New was de eerste Europeaan die in tropisch Afrika door de sneeuw wandelde. Hij maakte bovendien een uitvoerige studie van de omgeving en bezocht veel onontdekte plaatsen, zoals het Chalameer ten zuidoosten van de Mawenzi. New beschreef zijn ervaringen in het boek Life, Wanderings, and Labours in Eastern Africa, dat in Engeland definitief een eind maakte aan de twijfel over de besneeuwde toppen van de Kilimanjaro.
In december 1874 reisde New opnieuw naar de nederzettingen van de Wachagga. Arabische slavenhandelaren, inmiddels op de hoogte van News pogingen om de slavernij te verbieden, zetten Mandara, de hoofdman van Moshi, en andere Wachagga-hoofdmannen op tegen New. Deze hoofdmannen verkochten aan de Arabieren hun krijgsgevangen uit stammenoorlogen en beseften dat New een gevaar voor deze lucratieve handel betekende. Toen de zendeling de Kilimanjaro naderde, werd hij door Wachagga aangevallen en van vrijwel al zijn bezittingen beroofd. Verzwakt door dysenterie keerde New in februari 1875 terug naar Mombassa, waar hij op 14 februari van uitputting stierf.

### Beklimmingen in 1883
Kort na 1880 werd een spoorlijn aangelegd die Dar es Salaam verbond met Ujiji aan het Tanganyikameer. Doordat deze spoorlijn dicht langs de Kilimanjaro liep, was een reis naar de berg nu veel eenvoudiger. Toch werd de Kilimanjaro slechts sporadisch door Europeanen bezocht, waarschijnlijk als gevolg van de aanval op New. De Duitse ontdekkingsreiziger Gustav Fischer deed de berg in 1883 aan toen hij van Mount Meru naar het Naivashameer in Kenia reisde en meldde in een rapport dat de omgeving van de berg weer veilig was. De Schotse geoloog Joseph Thomson bereikte in datzelfde jaar de noordelijke zijde van de Kilimanjaro toen hij door het grondgebied van de Masai trok. Hij deed een poging om de berg te beklimmen, maar kwam niet hoger dan 2700 meter.
Aangemoedigd door Fischers verslag, stuurde de Royal Geographical Society Harry Johnston naar de berg om de flora en fauna van de omgeving te beschrijven. Hij was de derde Europeaan die de berg in 1883 bezocht. Johnston beweerde tot een hoogte van 5000 meter te zijn geklommen en vermeldde erbij dat de beklimming zo eenvoudig was dat hij zelfs geen wandelstok nodig had. Aan zijn rapportages werd weinig geloof gehecht door Britse wetenschappers. Johnstons verslagen trokken echter wel de aandacht van Europese politici. Johnston beschreef de omgeving van de berg in zijn boek The Kilima-njaro Expedition als zeer vruchtbaar en met een gezond klimaat; een uitstekend land om te koloniseren.

### Duitse kolonisatie (1885-1886)

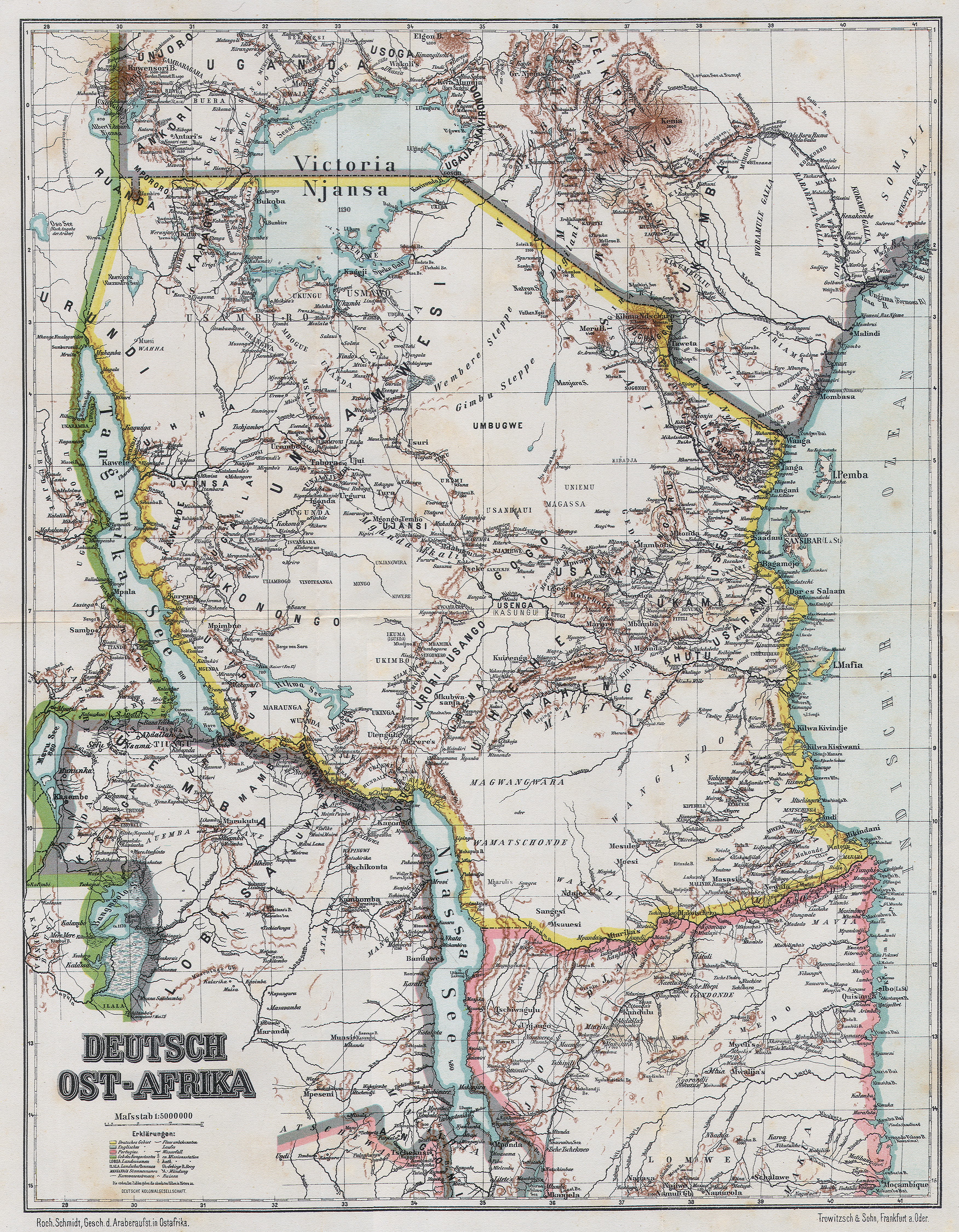
Kaart van Duits-Oost-Afrika. De grens met Brits-Oost-Afrika bestaat uit rechte lijnen, met uitzondering van een knik om de Kilima-Ndscharo.

In die periode lag een groot deel van Oost-Afrika in de invloedssfeer van het sultanaat Zanzibar. In 1884 verscheen een expeditie van het Gesellschaft fur deutsche Kolonisation (GfdK) in Oost-Afrika. Deze GfdK was een particuliere onderneming van de Duitse kolonist Carl Peters, die tot doel had Duitse koloniale gebieden te verwerven in overzeese landen. Op slinkse wijze slaagden de expeditieleden erin Oost-Afrikaanse hoofdmannen in het Duits gestelde verdragen te laten ondertekenen. Daarmee droegen de hoofdmannen de exploitatierechten op hun gebied over aan het GfdK, in ruil voor protectie. Zo kwam ook de Kilimanjaro onder zeggenschap van het GfdK.
In 1885 werden deze verdragen door het Duitse Keizerrijk erkend. De sultan van Zanzibar protesteerde tegen deze gang van zaken en zette zijn leger in om de hoofdmannen weer onder zijn gezag te brengen. Rijkskanselier Otto von Bismarck reageerde daarop door vijf oorlogsschepen te sturen die op 7 augustus 1885 hun kanonnen richtten op het paleis van de sultan. Daarop bond de sultan in; hij erkende de Duitse aanspraken en de Kilimanjaro werd officieel Duits koloniaal gebied.
De Duitse kolonisatie doorkruiste de Britse plannen om in Afrika een kolonie te vestigen "van Kaap tot Caïro". In oktober 1886 begonnen Britse en Duitse diplomaten in Londen geheime onderhandelingen om het koloniale gebied in Oost-Afrika onder elkaar te verdelen. Daarbij werd overeengekomen dat het zuidelijk deel van Oost-Afrika, inclusief het gebied rond het Tanganyikameer en de Kilimanjaro, Duits-Oost-Afrika zou vormen en noordelijk Oost-Afrika, met daarin de havenstad Mombasa, Brits-Oost-Afrika. De grens tussen de twee gebieden was een rechte lijn, met uitzondering van een knik om de Kilimanjaro, de hoogste Duitse berg van dat moment. De naam van het bergmassief werd veranderd in Kilima-Ndscharo. In 1887 ging de GfdK op in het nieuw opgerichte Deutsch-Ostafrikanische Gesellschaft (DOAG), met Carl Peters als president.

### Beklimmingen in 1887 en 1888
In juni 1887 trachtten de Hongaar Sámuel Teleki en de Oostenrijkse luitenant Ludwig von Höhnel de top te bereiken vanaf het zadelplateau dat de Kibo en de Mawenzi verbindt. Höhnel stopte op een hoogte van 4950 meter, maar Teleki klom door tot voorbij de sneeuwgrens en bereikte met 5300 meter een nieuw hoogterecord. Toen Teleki en Von Höhnel weer terug bij de voet van de Kilimanjaro waren, ontmoetten zij de Duitse geograaf Hans Meyer en de Duitse baron Ernst Albrecht von Eberstein, die op dat moment voorbereidingen troffen om de berg te beklimmen. Meyer en Von Eberstein strandden op een hoogte van 5486 meter omdat ze niet beschikten over de juiste uitrusting om de gletsjers te beklimmen.
Meyer keerde in 1888 terug naar Duits-Oost-Afrika met de Oostenrijkse cartograaf Oscar Baumann. Juist op dat moment keerden Arabische handelaren en Afrikaanse stammen zich onder leiding van handelaar en plantage-eigenaar Abushiri ibn Salim al-Harthi tegen de Duitse overheersing, een gebeurtenis die bekendstaat als de Abushiri-opstand. Meyer en Baumann werden gevangengenomen en voor Abushiri geleid, die hen dwong een borgsom te betalen en afstand te doen van hun gehele uitrusting. Daarna werden de twee vrijgelaten en konden ze terugkeren naar Europa.
In de herfst van 1888 arriveerden de Amerikaanse bioloog William Louis Abbott en de Duitse ontdekkingsreiziger Otto Ehrenfried Ehlers bij de Kilimanjaro. Abbott verzamelde een groot aantal specimina van de flora en fauna rond de berg. Zo ontdekte hij de later naar hem vernoemde Abbotts duiker (Cephalophus spadix) en stuurde een volwassen exemplaar ervan naar Europa. Abbott en Ehlers trachtten om de top van de Kibo te bereiken via de noordwestelijke helling, maar Abbott gaf het spoedig op omdat hij zich onwel begon te voelen. Ehlers klom naar eigen zeggen door tot de top en rapporteerde dat deze 5904 meter boven het zeeniveau lag. Later trok hij deze bewering in en gaf hij toe de top niet te hebben gehaald.

### Hans Meyer (1889)

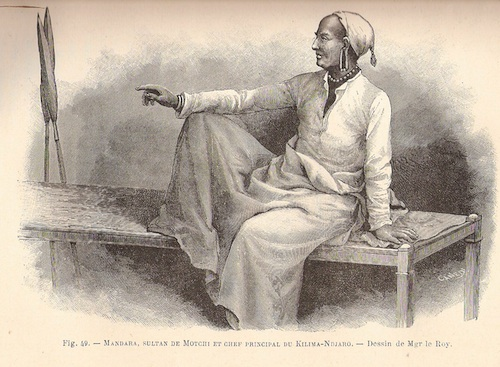
Mandara, de beruchte hoofdman van Moshi

In 1889 keerde Hans Meyer terug voor zijn derde poging om de top van de Kibo te bereiken, ditmaal in gezelschap van de Oostenrijkse gymnastiekleraar Ludwig Purtscheller. Voordat ze de berg beklommen brachten Meyer en Purtscheller een bezoek aan Mandara in Moshi. Dit was de Wachagga-hoofdman die zich tegen Charles New had gekeerd, maar zijn relatie met Europeanen was nu aanzienlijk verbeterd. Mede dankzij bondgenootschappen met het Duitse koloniale leger en wapenleveranties was Mandara de machtigste hoofdman op de Kilimanjaro geworden.

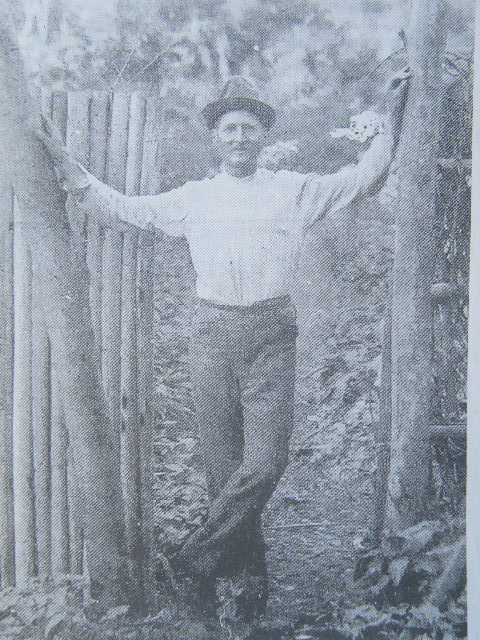
Expeditieleider Hans Meyer voor de ingang van het basiskamp aan de voet van de Kilimanjaro

Bij de beklimming kregen Meyer en Purtscheller hulp van zestien Afrikanen. Onder hen waren Wachagga uit Marangu, een gids die Mandara ter beschikking stelde en twee vrijwilligers die Meyer het jaar daarvoor ook op zijn expeditie hadden begeleid, namelijk de kok Mwini Amani en een gids genaamd Ali. Op verschillende hoogtes werden drie kampplaatsen ingericht: Abbotts kamp op een hoogte van 3894 meter, Kibo-kamp op 4263 meter hoogte en een klein kamp vlak bij een rots op een hoogte van 4578 meter, net onder de eerste gletsjers. Op deze wijze hoefde de expeditie niet na iedere mislukte poging helemaal naar het basiskamp af te dalen. De kampen werden om de paar dagen voorzien van genoeg brandhout en vers voedsel, dat de dragers uit Marangu aan de voet van de berg haalden.

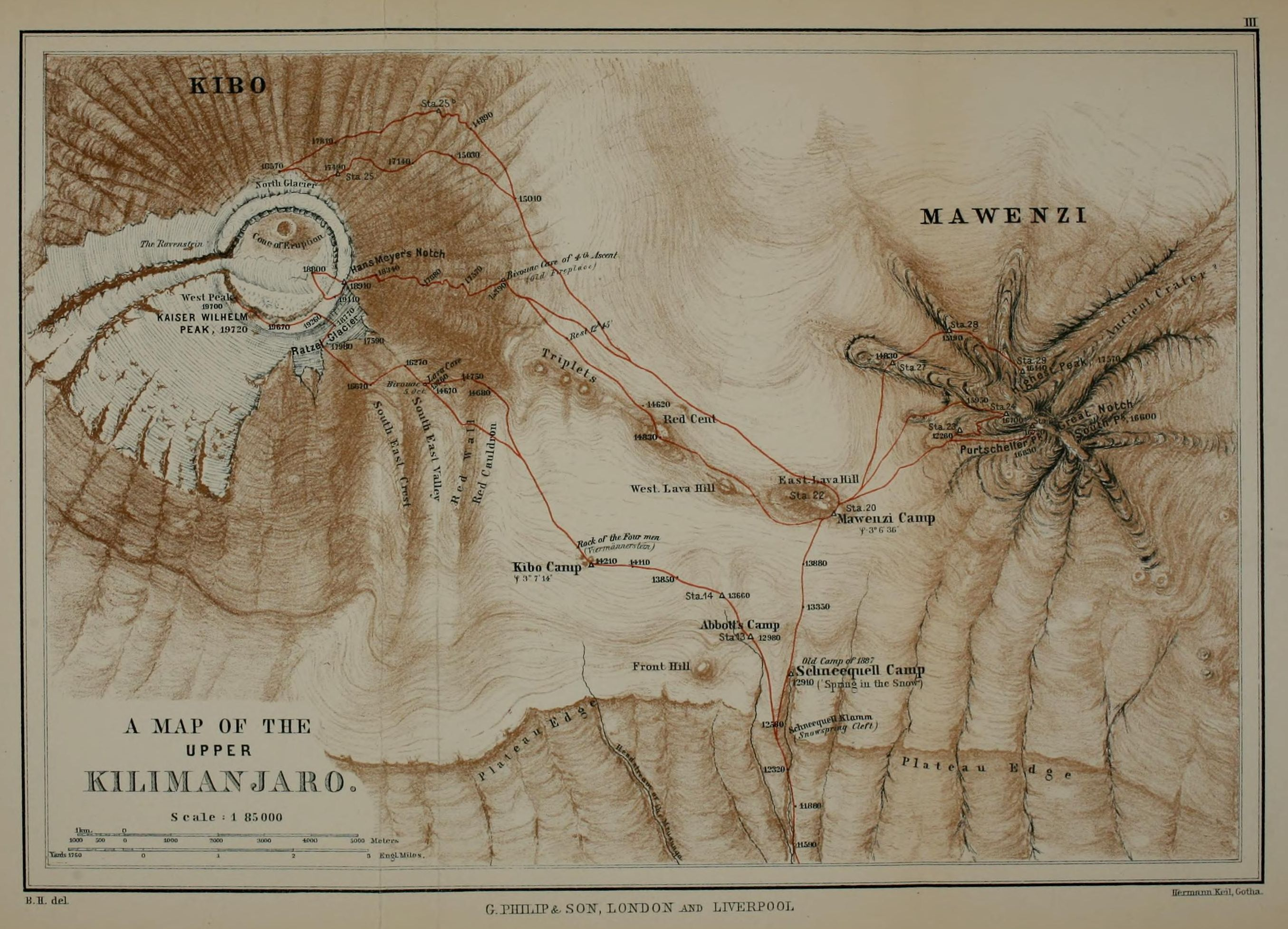
De routes van Hans Meyer en Ludwig Purtscheller op de Kibo en de Mawenzi

Ruim vijf weken na vertrek bereikten het tweetal en hun gidsen op 3 oktober via een gletsjer de kraterrand. Hans Meyer noemde de gletsjer de Ratzelgletsjer, een eerbetoon aan zijn oud-leraar in de geografie, Friedrich Ratzel. Het uithakken van voetsteunen in het ijs van de gletsjer was echter dermate uitputtend, dat ze onvoldoende energie over hadden om door te klimmen tot het hoogste punt van de kraterrand. Drie dagen later, op 6 oktober 1889, slaagden ze daar wel in. Hans Meyer noemde dit punt de Kaiser-Wilhelm-Spitze, een eerbetoon aan keizer Wilhelm II van Duitsland. In 1989 werd aan de hand van oude foto's en documenten de Mchagga Yohani Kinyala Lauwo uit het dorp Marangu geïdentificeerd als een van de gidsen die het tweetal tot de top vergezelden. Deze identificatie wordt echter niet algemeen geaccepteerd, daar Lauwo in dat geval ongeveer 125 jaar moet zijn geweest toen hij in 1996 stierf.
Kort na de beklimming van de Kibo trachtten Meyer en Purtscheller de top van de Mawenzi te bereiken, maar ze werden onwel en kwamen niet hoger dan de top van wat nu bekendstaat als Klute Peak, een bergtop van 3952 meter hoogte. Na gerust te hebben in hun basiskamp, beklommen ze op 18 oktober de Kibo voor een tweede maal, met als doel om de krater te bestuderen. Ditmaal klommen ze via een bres die tegenwoordig de Hans Meyers Notch wordt genoemd. In totaal bracht het tweetal zestien dagen door boven de 4600 meter.
In 1890 publiceerde Hans Meyer het boek Ostafrikanische Gletscherfahrten, dat een verslag bevat van zijn expeditie en een beknopte geschiedenis van eerdere klimexpedities. Hij keerde in 1898 terug naar de Kilimanjaro om de Kibo nogmaals te beklimmen, maar kwam deze keer niet verder dan de buitenste kraterrand.

### Begin 20e eeuw
Rond het begin van de 20e eeuw namen westerse invloeden in het gebied van de Kilimanjaro steeds meer toe. In 1892 was de eerste zendingspost van de Evangelisch-Lutherse Kerk in Moshi gesticht en er volgden er nog meer in Machame en andere Wachagga-nederzettingen. In 1908 hadden ruim vijftig Wachagga zich tot het protestante geloof bekeerd. Tal van expedities bezochten het gebergte en het gebied werd grondig bestudeerd. In navolging van Hans Meyer bouwden Duitsers hutten op de Kilimanjaro om de klim te vereenvoudigen. Op een hoogte van 2550 meter werd de Bismarckhütte gebouwd en op een hoogte van 3450 meter Peters Hütte. Deze werd vernoemd naar Carl Peters, de president van de DOAG.
Mandara stierf in november 1891 en werd als hoofdman van Moshi opgevolgd door zijn zoon Meli. Marealle, de hoofdman van Marangu, zag hierin een kans om zijn eigen positie te versterken en zijn macht uit te breiden. Hij nodigde Carl Peters in zijn dorp uit om hier zijn hoofdkwartier te vestigen en speelde de Duitse strijdkrachten uit tegen hoofdmannen van andere belangrijke dorpen, waaronder Moshi. Op 21 december 1899 werden negentien vooraanstaande Wachagga door de Duitsers geëxecuteerd, waaronder Meli en andere belangrijke hoofdmannen. Marealle werd zo de machtigste heerser op de Kilimanjaro. In 1904 werd hij er door onbekenden van beschuldigd een opstand tegen de Duitsers te beramen en vluchtte hij naar Kenia.
De DOAG speelde niet alleen een beslissende rol in de burgeroorlogen van de Wachagga, maar rekruteerde ook een groot aantal dwangarbeiders voor hun talrijke plantages op de hellingen van de Kilimanjaro. De onvrede onder de Wachagga nam hierdoor steeds meer toe. Volgens een open brief die in 1906 in het Rijksdaggebouw werd voorgelezen, hadden Duitse soldaten honderden onwillige inwoners gedood. Kort daarna werd Carl Peters uit zijn functie ontheven en begon de koloniale regering toegeeflijker te staan tegenover de Wachagga. Zij sloten zelfs een bondgenootschap met hen om samen tegen de rebellerende Masai aan de noordzijde van de Kilimanjaro te strijden.
De Duitse landmeter Max Lange bereikte in 1909 de top van de Kibo voor de tweede maal. De beklimming van de Mawenzi is technisch moeilijker, maar op 29 juli 1912 slaagden de Duitsers Fritz Klute en Edward Oehler erin om de hoogste top van deze berg, die zij de naam Hans-Meyer-Spitze (tegenwoordig 'Hans Meyer Peak') gaven, te bereiken. Het tweetal klom vervolgens naar de top van de Kibo via de inmiddels verdwenen Drygalskigletsjer aan de westzijde. In datzelfde jaar werd de Kibo voor een vierde maal bedwongen door Walter Furtwängler en Ziegfried König. Zij waren de eerste Europeanen die skiënd de Kibo afdaalden. Voor het uitbreken van de Eerste Wereldoorlog werd de Kaiser-Wilhelm-Spitze in totaal zes maal bedwongen.

### Koloniale strijd (1914-1919)

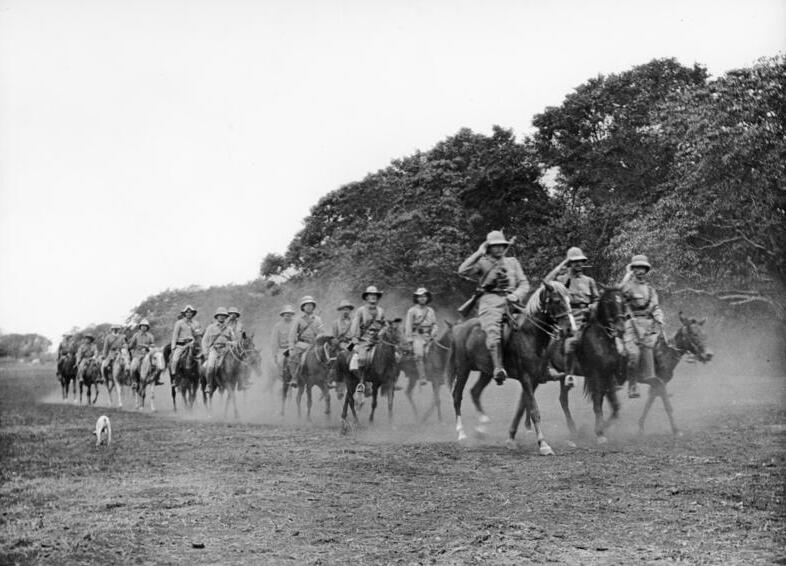
Gerekruteerde strijdkrachten van het Duitse koloniale leger in de omgeving van de Kilimanjaro

Gedurende de Eerste Wereldoorlog trachtte het Verenigd Koninkrijk Duits-Oost-Afrika in te nemen. Na de nederlaag geleden te hebben in de havenstad Tanga trokken Indiase strijdkrachten van het Britse leger op 3 november 1914 naar Longido, een dorp op de zuidwestelijke helling van de Kilimanjaro. De strijdkrachten liepen in een hinderlaag van het Duitse koloniale leger, dat onder leiding stond van generaal Paul von Lettow-Vorbeck. Het Britse leger zag zich na verlies van manschappen, voedsel en uitrusting genoodzaakt om zich terug te trekken naar Brits-Oost-Afrika. Ook later in de Eerste Wereldoorlog werden gevechten geleverd in de omgeving van de Kilimanjaro, waaronder een grote veldslag te Moshi in maart 1916.
Op 25 november 1918 capituleerde Von Lettow en kwam Duits-Oost-Afrika onder Brits gezag. De Kilimanjaro kreeg zijn oorspronkelijke naam weer terug. Zeven maanden later, op 28 juni 1919, werd het Verdrag van Versailles ondertekend, waarbij het gebied in tweeën werd gedeeld. Het Verenigd Koninkrijk kreeg het mandaatschap over Tanganyika, een gebied dat nu bekendstaat als Tanzania. Het overige deel was Ruanda-Urundi, het huidige Rwanda en Burundi. Dit werd aan België toegewezen.

### Onder Brits koloniaal bestuur (1919-1961)

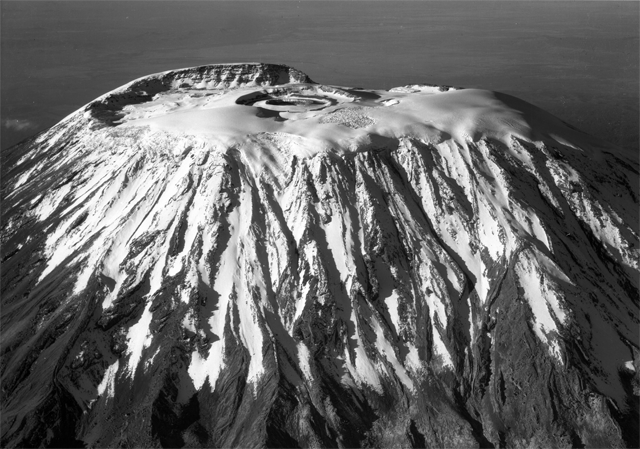
Luchtfoto van de Kibo uit 1938

Het Britse koloniale bestuur gaf de hellingbossen van de Kilimanjaro in 1921 de status van natuurreservaat en riep daarmee een halt toe aan een verdere uitbreiding van de koffie- en bananenplantages. Europese klimexpedities waren tijdens de Eerste Wereldoorlog opgeschort, maar werden nu hervat. De Britse geograaf Clement Gillman was in 1921 de eerste Europeaan die na 1914 de krater van de Kibo bereikte. In 1924 beklom de Zuid-Afrikaan George Londt de Mawenzi om Hans Meyer Peak te bereiken. Hij raakte echter verdwaald en ontdekte bij toeval de 4958 meter hoge zuidelijke top van de Mawenzi, die nu bekendstaat als Londt Peak.
Van succesvolle beklimmingen verricht door Europeanen werd doorgaans uitvoerig verslag gedaan, maar er werd zelden melding gemaakt van de lokale inwoners die daarbij hulp verleenden. In 1926 maakte de Duitse Universum Film AG filmopnames van de Kilimanjaro, waarin Wachagga werden getoond die de Kilimanjaro beklommen. Op deze wijze werden Msameri, een voormalig expeditielid van Hans Meyer, en zijn zoon Oforo vereeuwigd. Oforo, die eerder George Londt naar de zuidelijke top van de Mawenzi vergezelde en later nog tal van andere bergbeklimmers heeft begeleid, werd later bekend als de eerste Mchagga die de Kaiser-Wilhelm-Spitze bereikte.
In 1926 ontdekte de Britse bergbeklimmer Donald Latham op een hoogte van 5638 meter het bevroren karkas van een luipaard op een plek van de kraterrand van de Kibo die tegenwoordig bekendstaat als Leopard Point en iets ten noorden ligt van Gillman's Point. Hij publiceerde zijn vondst in de Geographical Journal van december 1926, samen met een foto van Oforo die bij het karkas poseerde. De Duitse zendeling Richard Reusch maakte in de periode tussen 1925 en 1927 een groot aantal beklimmingen van de Kilimanjaro. Tijdens een van zijn tochten stuitte ook hij op het bevroren karkas en sneed een stuk van een oor af als souvenir. De bevroren luipaard bleef op zijn plek tot aan het begin van de jaren 30, waarna hij door onbekende oorzaak verdween. Bij een andere tocht klom Reusch naar de later naar hem vernoemde Reuschkrater en ontdekte daarin de Ash Pit.

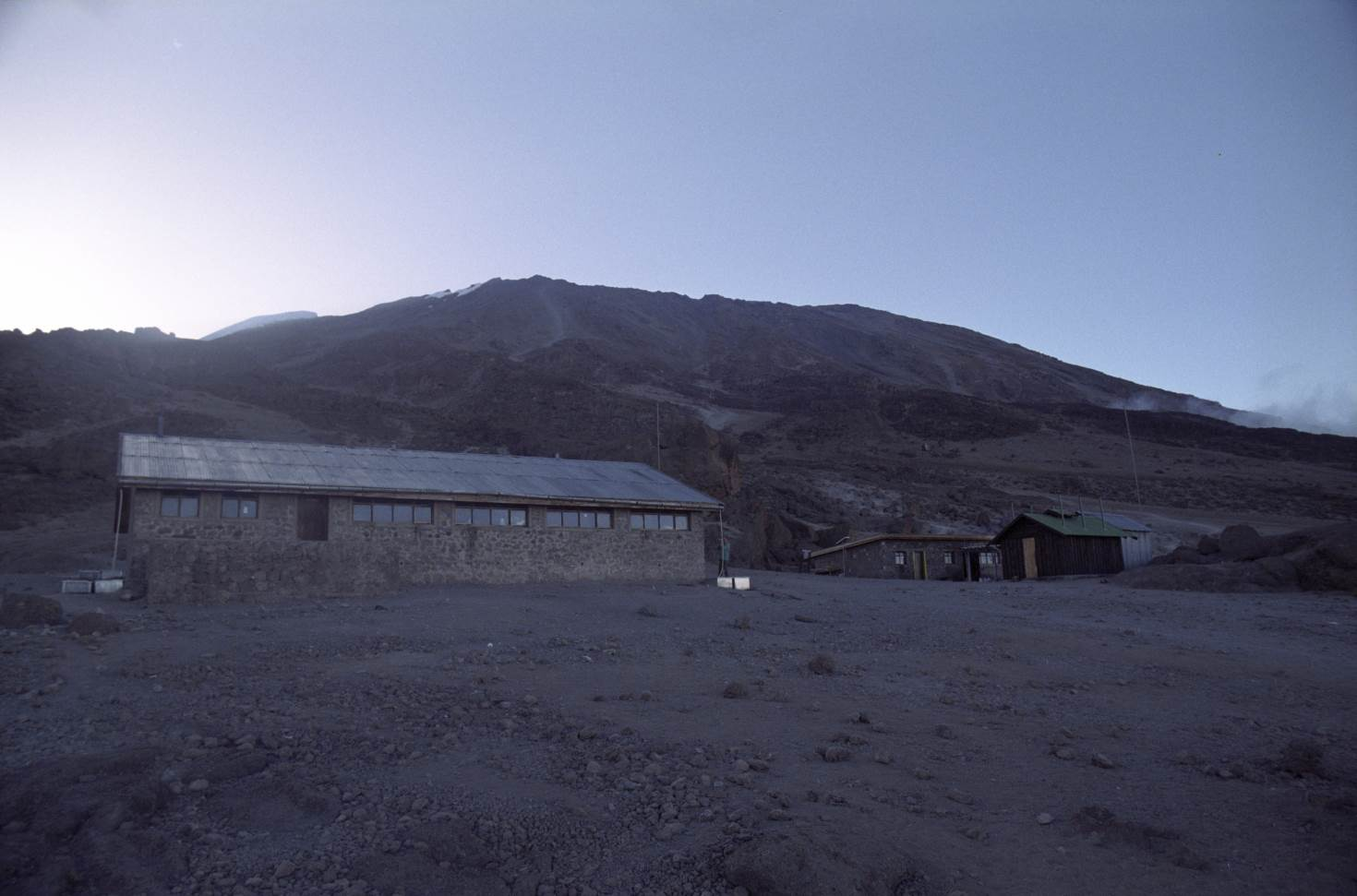
De Kibo Hut werd in 1932 gebouwd

De berg werd vanaf eind jaren 20 steeds frequenter door bergsporters beklommen. Dergelijke klimexpedities en de luchtfoto's die vanaf 1930 van de Kilimanjaro werden gemaakt brachten de berg verder in kaart. Met het oog op het toenemende aantal bergsporters werd in juli 1929 te Moshi de Mountain Club of East Africa opgericht, die later de Kilimanjaro Mountain Club werd. In 1932 werd op 4703 meter hoogte de Kibo Hut gebouwd, die samen met de Bismarckhütte en Peters Hütte moest voorzien in voldoende accommodatie voor de beklimmers van de Kibo.
Bill Tilman en Eric Shipton, twee Engelse bergbeklimmers die eerder de Mount Everest hadden beklommen, bezochten in 1930 de berg met als doel de Hans Meyer Peak te bereiken. Bij hun eerste poging raakten zij echter gedesoriënteerd en ontdekten zo bij toeval Nordecke Peak. Bill Tilman keerde in 1933 terug om de Kibo te beklimmen en sloeg zijn kamp op in de krater. Bij een inspectie van de Ash Pit ontdekte hij de fumarolen, die op dat moment een zwavelgeur verspreidden. Dit bewijs van vulkanische activiteit veroorzaakte verwondering bij geologen en verontrusting bij de lokale bevolking, daar men tot die tijd geloofde dat de Kibo een uitgedoofde vulkaan was. Onderzoek van de krater door de Universiteit van Sheffield wees in 1957 echter uit dat de Kibo een slapende vulkaan is, die waarschijnlijk aan het uitdoven is.

### Onafhankelijkheid van Tanzania

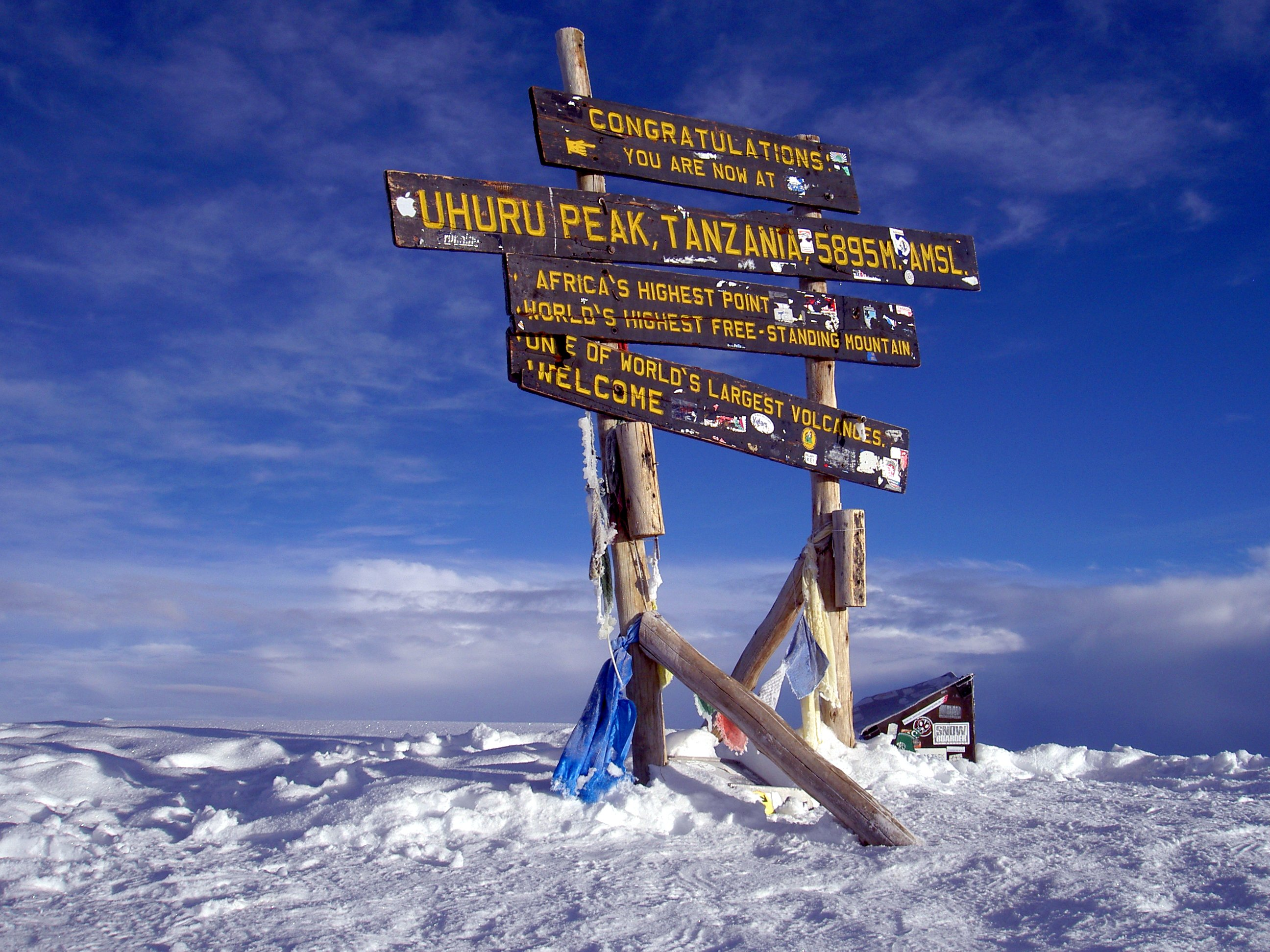
De Kaiser-Wilhelm-Spitze werd in 1961 omgedoopt in Uhuru Peak

In 1954 richtte Julius Nyerere de Tanganyika African National Union (TANU) op, een politieke partij die pleitte voor een onafhankelijke regering. Tijdens een toespraak in 1959 sprak hij de volgende woorden:

We, the people of Tanganyika, would like to light a candle and put it on top of Mount Kilimanjaro which would shine beyond our borders giving hope where there was despair, love where there was hate and dignity where before there was only humiliation.
(Wij, het volk van Tanganyika, zouden een kaars op willen steken en deze op de top van de Kilimanjaro plaatsen, zodat hij kan schijnen tot voorbij onze grenzen en hoop geven waar eens wanhoop was, liefde waar eens haat was en waardigheid waar eens louter vernedering bestond.)
— Julius Nyerere, 1959

Toen Tanganyika in 1961 een zelfstandig land werd, liet Nyerere een fakkel plaatsen op de top van de Kibo. Deze heette niet langer de Kaiser-Wilhelm-Spitze, maar werd omgedoopt in Uhuru Peak, ter ere van Tanganyika's onafhankelijkheid. Uhuru is namelijk Swahili voor 'vrijheid'. In 1962 werd Tanganyika een zelfstandige republiek, die zich twee jaar later verenigde met de Volksrepubliek Zanzibar en Pemba tot de huidige Verenigde Republiek Tanzania.

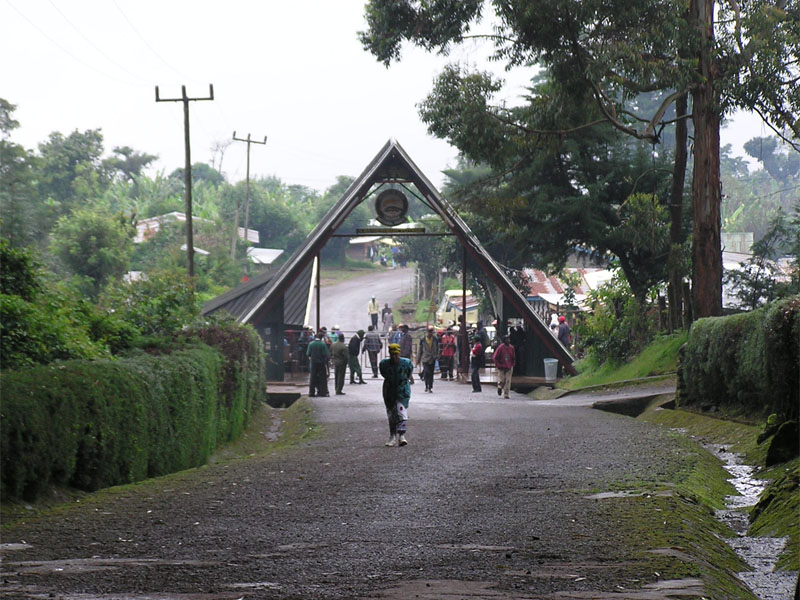
Ingang van het Nationaal park Kilimanjaro te Marangu

Ondertussen groeide de populariteit van de Kilimanjaro als toeristische trekpleister. Alleen al in 1959 werd de berg beklommen door meer dan zevenhonderd personen, van wie slechts de helft Gillman's Point bereikte. Met het oog op de groeiende stroom toeristen werd in 1971 ten westen van Moshi het Kilimanjaro International Airport gebouwd, dat op 2 december zijn deuren opende. In 1973 werd het Nationaal park Kilimanjaro gesticht onder het beheer van de Tanzania National Parks Authority. Het park omvatte aanvankelijk het hele bergmassief boven de boomgrens. De Bismarckhütte en Peters Hütte werden afgebroken en op dezelfde plaats werden respectievelijk de Mandara Hut en de Horombo Hut opgetrokken. In 1977 opende het park zijn deuren voor het publiek. UNESCO noemde de Kilimanjaro een "uitstekend voorbeeld van een bijzonder natuurverschijnsel" en plaatste het Nationaal Park in 1987 op de Werelderfgoedlijst.

### 21e eeuw
Sinds 2005 vallen ook de hellingbossen van de Kilimanjaro tot het beheersgebied van het Nationaal park Kilimanjaro en beslaat het een oppervlakte van 75 575 hectare. Doelstellingen van het park zijn onder andere beheer van de natuur, protectie van beschermde diersoorten, voorlichting van de lokale bevolking en toezicht op het toerisme. In 2008 kondigde de Tanzaniaanse minister Shamsa Mwangunga aan dat 4,8 miljoen bomen van inheemse soorten rond de Kilimanjaro zouden worden geplant. Deze bomen moeten verdere erosie op de hellingen voorkomen en de waterbronnen beschermen. Aan dit project nemen naast de lokale bevolking ook internationale organisaties als het UNDP deel.

## Toerisme en klimsport
Volgens de Tanzania National Parks Authority werd de Kilimanjaro in het begrotingsjaar 2011/2012 bezocht door 57 456 toeristen, van wie 16 425 personen de berg beklommen. Het Nationaal park Kilimanjaro genereert elk jaar ongeveer 50 miljoen dollar aan inkomsten en is daarmee het lucratiefste nationale park van Tanzania. In 2014 bedroegen deze inkomsten bijna 1 procent van de 5,1 miljard dollar omzet in Tanzania's toeristenindustrie. Daarnaast gebruiken tal van organisaties de beklimming van de Kibo als middel om fondsen te werven voor goede doelen.
Toeristen die de Kilimanjaro bezoeken vormen ook een belangrijke inkomstenbron voor de inheemse bevolking. In 2007 hadden 11 000 personen een tijdelijke baan als gids, drager of kok. Veel instanties maken zich echter zorgen over de slechte werkomstandigheden en lage salarissen.

### Routes
Er zijn zes routes gemarkeerd om de Kibo te beklimmen. Vanaf de meest noordwestelijke route zijn dat, met de klok mee, de Shira-route, de Rongai-route (ook Loitokitok-route genoemd), de Marangu-route, de Umbwe-route, de Machame-route en de Lemosho-route. Drie van deze routes leiden naar Uhuru Peak: de Lemosho-route, die via de moeilijk beklimbare Western Breach naar de top voert, alsmede de Machame-route en de Marangu-route, die eenvoudiger zijn en respectievelijk langs Barafu Camp en Gillman's Point lopen. Voor elk van de zes routes dient men een pas en een gids aan te vragen. De duur van de tochten varieert van vijf tot negen dagen en op de routes liggen accommodaties voor overnachtingen, waaronder diverse grotten.
Naast de zes uitgezette routes zijn er nog veel andere, maar zelden gebruikte manieren om de Kibo te beklimmen, De Mawenzi wordt slechts sporadisch beklommen. Er zijn hier geen uitgezette routes naar de hoogste toppen en de beklimming vereist voldoende ervaring en een goede uitrusting. Vanaf de kampeerplek op het Shiraplateau klimmen regelmatig mensen naar Klute Peak, die met 3955 meter een van de hoogste toppen van de Shira is.

### Gevaren
De meeste klimroutes op de Kibo zijn, vergeleken met die in de Himalaya en de Andes, technisch relatief eenvoudig. Aan personen die de Kilimanjaro willen beklimmen wordt toch het advies gegeven om zich goed voor te bereiden. Ze dienen te beschikken over een complete uitrusting en een goede conditie. Men adviseert om genoeg te acclimatiseren en niet meer dan twee kilometer per dag af te leggen.

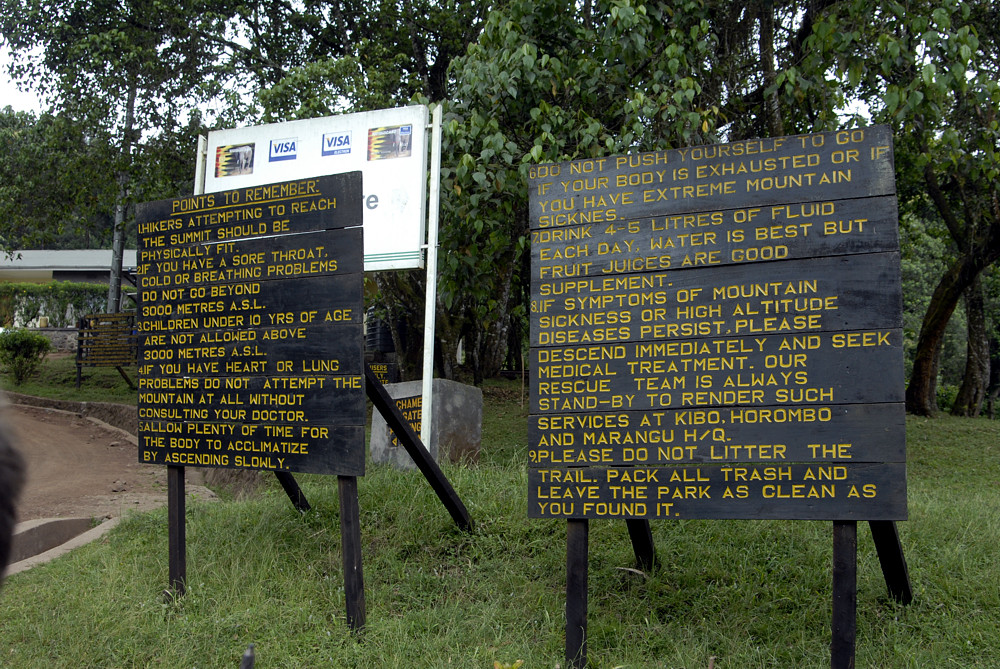
Waarschuwingsborden langs de Machame-route

Lage temperaturen en eventuele rukwinden kunnen de klim bemoeilijken en er zijn weinig schuilplaatsen langs de route. Door de grote hoogteverschillen krijgen veel klimmers bovendien last van hoogteziekte. Uit een studie in 2005 bleek dat 77 procent van de bergbeklimmers last kreeg van hoogteziekte en slechts 61,3 procent erin slaagde om de top te bereiken. Tijdens een andere studie bleek dat van de 917 bergbeklimmers die via de Lemosho- of de Machame-route de top bereikten, 70,4 procent hoogteziekte kreeg. De symptomen waren onder andere hoofdpijn, misselijkheid, diarree, braken en verlies van eetlust.
In de periode van januari 1996 tot oktober 2003 stierven tijdens de beklimming van de berg zeventien vrouwen en acht mannen, in leeftijd variërend van 29 tot 74 jaar. Veertien personen stierven aan de gevolgen van hoogteziekte, vier aan een hartinfarct, twee aan een longontsteking, een aan een acute blindedarmontsteking, drie aan de gevolgen van verwondingen en een na een mislukte reanimatie.
Vallende rotsen vormen een ander gevaar voor bergbeklimmers. Veel rotsblokken komen los te liggen wanneer het omliggende ijs smelt, en er waait regelmatig een sterke wind in de alpiene zone. Op 4 januari 2006 kwamen rotsblokken los van de Western Breach en doodden drie Amerikanen die de berg beklommen. Op 12 september 2015 overleed een 33-jarige Amerikaan nadat hij door rotsblokken was getroffen.

### Records
De snelste klim naar de top van de Kibo staat op naam van de Spanjaard Kílian Jornet. Hij klom op 29 september 2010 in 5 uur en 23 minuten vanaf het basiskamp naar Uhuru Peak en verbrak met één minuut het oude record, dat op naam stond van de Kazachstaan Andrew Puchinin. Toen Jornet weer in het basiskamp arriveerde waren 7 uur en 14 minuten verstreken. Hiermee vestigde hij tegelijk het record van de snelste klim en afdaling. Tegenwoordig staat dit record op naam van Karl Egloff, een berggids uit Ecuador. Hij rende op 13 augustus 2014 heen en weer naar Uhuru Peak in 6 uur en 42 minuten. Hiermee verbrak hij het record van de Spanjaard.
In 1927 bereikte Sheila Mac Donald als eerste vrouw de Hans Meyer Peak, om enkele dagen later de Kaiser-Wilhelm-Spitze te beklimmen. De snelste beklimming door een vrouw staat op naam van de Deense Kristina Schou Madsen, zij klom op 23 februari 2018 naar Uhuru Peak in 6 uur en 53 minuten. Hiermee verbrak zij het record van de Duitse Anne-Marie Flammersfeld, die op 27 juli 2015 de klim maakte in 8 uur en 32 minuten. Flammersfeld's totale klim en afdaling bedroeg 12 uur en 58 minuten, waarmee ze het record behaalde van snelste klim en afdaling door een vrouw. Ze verbrak hiermee het oude record van Debbie Bachman, die hier 18 uur en 31 minuten over deed.
De jongste beklimmer van de Kibo is Coaltan Tanner. Op 22 oktober 2018 bereikte hij op 6-jarige leeftijd Uhuru Peak, ondanks het parkreglement dat een leeftijdsgrens van tien jaar aanhoudt voor de beklimming. De oudste beklimmer van de Kibo is de Amerikaanse Anne Lorimor. Toen zij in juli 2019 Uhuru Peak bereikte was zij 89 jaar. De oudste man die de berg beklom is de Amerikaan Robert Wheeler, die 85 jaar en 201 dagen was toen hij op 2 oktober 2014 de top bereikte.

## In populaire cultuur

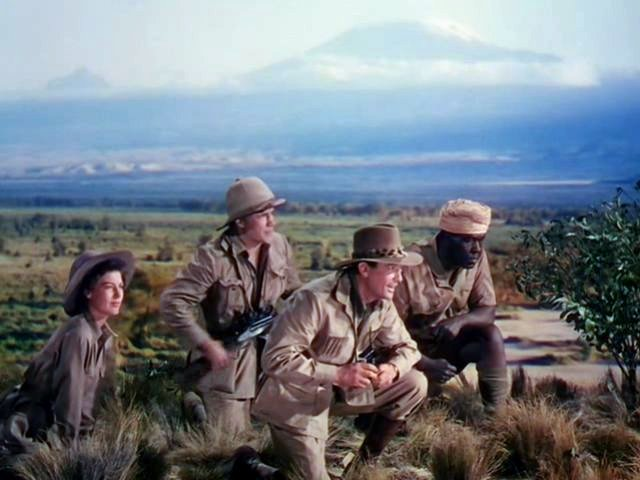
Ava Gardner, Torin Thatcher, Gregory Peck en Wade Dumas in The Snows of Kilimanjaro (1952)

De besneeuwde bergtop van de Kilimanjaro in tropisch Afrika spreekt al decennialang tot de verbeelding. Een van de eerste vermeldingen in de literatuur is te vinden in Jules Vernes Vijf weken in een luchtballon uit 1863. In het verhaal wordt het continent Afrika overgestoken in een luchtballon en ligt ook de Kilimanjaro langs de route. In het boek komen de eerste bezoeken aan de berg door Johannes Rebmann en Johann Ludwig Krapf aan de orde en in een gesprek tussen de reizigers wordt ook de eerste beklimming door baron Karl Klaus von der Decken besproken.
De Amerikaanse schrijver Ernest Hemingway beschrijft de Kilimanjaro in twee van zijn werken. Hij bezocht de berg en verwerkte zijn ervaringen in de roman Under Kilimanjaro, die in 1936 werd gepubliceerd. Datzelfde jaar verscheen ook zijn korte verhaal The Snows of Kilimanjaro, waarin onder andere het bevroren luipaardkarkas een rol speelt. Dit verhaal werd in 1952 verfilmd door Henry King.
Ook de Franse schrijver Joseph Kessel maakte een reis naar de Kilimanjaro. In Le Lion uit 1958 worden de imposante afmetingen van de berg en zijn sneeuw uitvoerig door Kessel beschreven. In een aantal stripverhalen speelt de Kilimanjaro een grote rol, zoals in het Suske en Wiskealbum De rinoramp, het Neroalbum De kille man Djaro en in het eerste deel van de stripreeks Fann het leeuwekind, getiteld Afscheid van de Kilimanjaro.
De Franse zanger Pascal Danel bezong de sneeuw van de berg in zijn lied Kilimandjaro uit 1966. Ook wordt de Kilimanjaro in songteksten genoemd van artiesten als Jean Ferrat (Kilimandjaro), Michel Sardou (Dans ma mémoire, elle était bleue) en de rockband Toto (Africa). De Amerikaanse jazzcomponist Miles Davis bracht in 1968 het album Filles de Kilimanjaro uit. De titel is een referentie naar Kilimanjaro African Coffee, een bedrijf waarin Davis geld had geïnvesteerd. In 1981 bracht Carlos Santana een instrumentaal stuk uit met de titel Tales of Kilimanjaro.
De Belgische televisieserie Kilimanjaro van de BRT (1987-1991) was een actualiteitenprogramma voor tieners dat ook zware onderwerpen niet uit de weg ging. De Britse organisatie Comic Relief organiseert jaarlijks de televisiemarathon Red Nose Day, vergelijkbaar met het Nederlandse Glazen Huis. In 2009 beklommen verschillende Britse sterren de Kilimanjaro om geld op te halen. Als eerste kwamen Cheryl Cole, Fearne Cotton, Denise Van Outen en Ben Shephard aan op de top. In totaal werd 3,5 miljoen pond sterling opgehaald.
Monty Python maakte een scetch waarin de schele expeditieleider Sir George Head (John Cleese) een expeditie wil opzetten om een brug te bouwen tussen de twee toppen van de Kilimanjaro.
1. Azië: Mount Everest (8849 m) · 2. Zuid-Amerika: Aconcagua (6962 m) · 3. Noord-Amerika: Denali (6190 m) · 4. Afrika: Kilimanjaro (5895 m) · 5. Europa: Elbroes (5642 m) / Mont Blanc (4811 m) · 6. Antarctica: Vinsonberg (4892 m) · 7. Oceanië: Puncak Jaya (4884 m)